# 千葉真一
千葉 真一（ちば しんいち、Sonny Chiba, 1939年1月22日 - 2021年8月19日）は、日本の俳優・体操選手・歌手・空手家・芸能プロモーター・アクション監督・演出家・映画プロデューサー・映画監督。愛称は千葉ちゃん、チバシン。本名は前田 禎穂（まえだ さだほ）。
日本を代表する映画スター・アクションスターとして、海外ではSonny Chiba（サニー・チバ）の通称で名高い。吹き替えに任せず、特技の器械体操・極真カラテ四段・乗馬・スキー・少林寺拳法弐段を活かしたアクロバティックなスタント・殺陣を自ら演じてきたことや、名優としての存在感も併せ、定評を博している。
芸能生活は60年を越え、映画・テレビ映画・ドラマ・演劇など、計1,500本以上の作品に出演。創設したジャパンアクションクラブ (JAC) からは、数々のスタントマン・スーツアクター・殺陣師・俳優・アクション監督を輩出している。本職だけではなく、指導者として後進の育成をし、映画・演劇の演出、製作にも参画するなど、多岐にわたり活躍していた。

## 生涯

### オリンピックを目指して
福岡県福岡市博多区雑餉隈で、二男三女の長男・第二子として生誕。4歳の頃に、千葉県君津市に転居。中学生から器械体操を始め、オリンピックで日の丸を掲げたいという夢を抱くようになり、千葉県立木更津第一高等学校へ入学後、1年生で全国大会上位入賞、3年生で全国大会優勝を成し遂げた。
（⇒ #家族）
1957年、日本体育大学体育学部体育学科に進学した。器械体操の仲間には後の1964年東京オリンピックの体操競技で女子団体銅メダルを獲得する千葉吟子や、同オリンピック金メダリストで“山下跳び”の山下治広がおり、「種目によっては山下より上」と評されている。
将来を嘱望されていたが、2年生の時に、跳馬を練習中に着地で失敗し、腰・膝を痛めてしまう。医者から「1年間運動禁止」と宣告され、選手を続けることが困難となる。休学も検討したが、学費を工面できないので余儀なく退学した。
（⇒ #2010年代・#体操界・日体大・#器械体操）
今後を模索し始め、実家に帰る途中の代々木駅で「東映第6期ニューフェイス募集！」のポスターを偶然見かける。地元に戻り、相談した親友も賛成してくれたことや、かつてミスタースポーツウエア・コンテストに入賞し、東映ニューフェイスを受験するよう勧められていたこともあり、応募した。日本体育大学で器械体操をしていた経歴を珍しがられたが、2万6千人の応募からトップの成績で合格を果たす。
1959年、大学を中退し、入社。男性6名・女性14名のうち、俳優では新井茂子・亀石征一郎・志村妙子・都築克子・中条宏美・春海洋子や、映画監督では中島貞夫が、同期生にいた。

### アクションスター
俳優座で6か月の研修を経て、1960年1月7日に『新 七色仮面』の二代目・蘭光太郎として主演デビュー。続けて『アラーの使者』にも主演した。
（⇒ #変身ヒーロー）
1961年、中山昭二の代役で『警視庁物語 不在証明』に出演後、深作欣二が初めて監督をした『風来坊探偵 赤い谷の惨劇』に主演して、2期先輩の曽根晴美と「拳銃コンビ」のキャッチコピーで売り出された。『ファンキーハットの快男児シリーズ』でもコンビを組み、深作は自身が愛着もしくは面白味のある役どころに千葉を起用していくことで作品を弾けさせ、千葉も深作を師匠と仰ぎ、その期待に応えていく。『宇宙快速船』も含め、吹き替え無しでスタントをこなし、キレのある擬斗を披露するので、「アクションができる素材に演技の磨きを増せば」と期待される新人であった。
（⇒ #アクション作品）
1962年は『事件記者シリーズ』の第1作『恐怖の魔女』、1963年には『特別機動捜査隊シリーズ』、シリーズ化される『柔道一代』、『殺人鬼の誘惑』、『海軍』、『やくざの歌』、『白い熱球』に主演している。『八州遊侠伝 男の盃』で時代劇に初出演した。
同年には音楽活動も始め、「男一匹生きるなら」をリリースして歌手デビューを果たした。1967年には“千葉真一とザ・サタンズ”というグループ・サウンズのバンドを結成。リーダーとして夜は都内の音楽喫茶・ライブハウスで歌い、九州へも巡業し、ライブをしていた。
（⇒ #音楽・#キイハンター・#ディスコグラフィ）
1966年は、『カミカゼ野郎 真昼の決斗』、『海底大戦争』など、外国ロケ・外国資本の作品にそれぞれ主演した。後に1970年代の『東京-ソウル-バンコック 実録麻薬地帯』、『激殺! 邪道拳』、『ゴルゴ13 九竜の首』に続く、諸外国との共同作品に主演するきっかけとなった。その合間に主演作では1965年に『くらやみ五段』の放送がスタートし、遠藤実の自伝を映画化した『太陽に突っ走れ』や、大ヒットした『子守唄シリーズ』も翌年にかけて興行している。
（⇒ #Sonny Chiba・#海外進出・ #アクション作品）
1967年には『組織暴力』や父親が軍人だったので、「夢にまで特攻隊が出てくる」と語る『あゝ同期の桜』、『河内遊侠伝』など次々と主演していた。
（⇒ #家族）
1968年は主演作『陸軍諜報33』のほか、『キイハンター』の放映がスタート。これまで誰も見たことのないスーパーアクションで人気をさらい、千葉ちゃんの愛称で、一躍国民的アイドルとして親しまれた。海外でも放送され、ブルース・リーや、ジャッキー・チェンが、同作で活躍する勇姿を視聴している。
（⇒ #音楽・#キイハンター・#ファン）

### 転機
1969年、オールスターキャストで製作された『日本暗殺秘録』では小沼正に扮して主演した。『キイハンター』を休んで撮影に臨み、小沼が悩み苦しみ葛藤から、怒りへ覚醒していく情念を、アクションスターという枠に収まらない、印象深い演技をしている。同年の京都市民映画祭では、主演男優賞を受賞。『キイハンター』で人気者になるだけではなく、「様々な作品に出演していかなくてはいけない」と考え直す転機にもなっている。
（⇒ #キイハンター）
同時期、日本の映画・テレビ映画のアクションシーンを欧米作品並に向上させるため、自分と同レベルで動ける俳優・スタントマンの育成が急務を要すると痛感したことから、1969年に養成所を設立し、人材育成を始める。1970年には法人として、正式にジャパンアクションクラブ (JAC) を発足させ、俳優の傍ら、指導者を兼務した。
（⇒ #ジャパンアクションクラブ (JAC)・#演劇）
1973年の『仁義なき戦い 広島死闘篇』ではクランクイン直前に配役交換が行われ、凶暴凶悪なキャラクターである大友勝利を演じることになったが、『仁義なき戦いシリーズ』の中で、主人公をしのぐほどの強烈な印象を残す。大友はシリーズ中1, 2を争う名キャラクターとして人気をつかんでおり、これ以降、他のヤクザ映画でも「『仁義なき戦い』の千葉真一さんがやった大友勝利のような」と影響を与え続け、ヤクザ役のひな型となっている。
（⇒ #アクションスター・#ヤクザ映画）
『広島死闘篇』と同時進行で『柔道一代シリーズ』以来、10年ぶりの格闘技をモチーフとした『ボディガード牙シリーズ』の撮影に入り、『殺人拳シリーズ』と次々主演作がクランクインしたため、『仁義なき戦いシリーズ』の再出演は実現しなかった。これ以降は格闘をメインとした作品に続けざま主演していくが、極真カラテを修行して黒帯を允許された技量が生かされることとなる。
（⇒ #空手道）

### Sonny Chiba
『ボディガード牙シリーズ』（1973年）は日本だけに止まらず、欧米でもヒットし、格闘ブームの先駆けとなる作品になった。
これを皮切りに『殺人拳シリーズ』（1974年 - 1976年）、『地獄拳シリーズ』（1974年）、『少林寺拳法』（1975年）、『けんか空手シリーズ』（1975年 - 1977年）、『激殺! 邪道拳』（1977年）、前後して『やくざ刑事シリーズ』（1970年 - 1971年）、『狼やくざシリーズ』（1971年 - 1972年）、『麻薬売春Gメンシリーズ』（1972年）、『ウルフガイ 燃えろ狼男』（1975年）、『ドーベルマン刑事』『ゴルゴ13 九竜の首』（1977年）など数々の主演作と、助演作の『女必殺拳』（1974年）、『激突! 合気道』（1975年）、『必殺女拳士』（1976年）は、国内興行だけでなく、海外でも封切りされている。
上記作品は『キイハンター』と同様のスタントに、空手道・拳法・器械体操が加わり、アクロバティック・スリリング・シャープな演技は好評を博した。
とりわけ『殺人拳シリーズ』の第一作『激突! 殺人拳』（1974年）は、『The Street Fighter』のタイトルで海外公開されるやいなや、同年11月12日からアメリカ中南部の都市18館を3週間興行され、全米ベスト5にランクインしている。日本映画として初めて興行収入100万ドル以上を計上した。この成功は『バラエティ (アメリカ合衆国の雑誌)』の同年12月18日付に取り上げられ、日本映画が初めて同誌に掲載される快挙を成し遂げている。
この頃から国際的にSonny Chiba（サニー ちば）という名前で認知されることとなり、輸出された主演・出演作品は世界的に続々と大ヒットした。海外でも著名人のファンは多い。1975年12月には、フランシス・フォード・コッポラから「千葉真一とアル・パチーノの共演で映画を撮りたい」と申し入れが東映に来た。海外進出の機会だったが、このオファーを岡田茂 (東映) が断ったので実現していない。
（⇒ #海外進出・#アクション作品・#格闘作品・#ファン（海外））
芸能活動と若手の育成に追われる日々が再開し、1976年には『沖縄やくざ戦争』で京都市民映画祭の主演男優賞を受賞する。テレビ映画でも『キイハンター』以降、『ザ・ボディガード』（1974年）、『ザ★ゴリラ7』『燃える捜査網』（1975年）『大非常線』（1976年）とアクション作品に主演。
このような中で、カリフォルニア州に聳えるマンモスマウンテンのバックカントリーをスキーで滑走しており、その姿は1974年5月6日にドキュメンタリー『千葉真一 4,000メートルのマンモスマウンテンを滑る』（東京12ch）や6月6日の『ザ・ボディガード』第10話「グランドキャニオンの殺人者」で、それぞれ放送されている。この滑走は合同酒精「ワリッカ」のCMで採用され、流された。
1977年4月にハワイ州で開催された「日本代表極真会館チーム対ハワイ代表チーム」というフルコンタクト空手の対抗戦に参戦。180センチメートル以上あるネグロイドのアメリカ東海岸空手チャンピオンと戦い、二段蹴りでKO勝ちを収めた。
（⇒ #2022年・#極真カラテ・#空手道）

### ジャンルを越えた活躍
名実共に日本を代表するアクションスターとして活躍する中、1978年から本格的に時代劇へ進出。主演作『柳生一族の陰謀』は、興行収入30億円以上の記録的な大ヒットをした。同作で1979年に第2回日本アカデミー賞の優秀助演男優賞を受賞。
1981年の主演作『魔界転生』では柳生但馬守宗矩（若山富三郎）や宮本武蔵（緒形拳）と華麗で凄みのある一騎討ちを披露し、観客動員数200万人・配給収入10.5億円を超す成功を収めた。『赤穂城断絶』（1978年）、『闇の狩人』（1979年）、『伊賀忍法帖』（1982年）『里見八犬伝』（1983年）、『必殺4 恨みはらします』（1987年）などにも出演。特に『柳生一族の陰謀』、『魔界転生』、『柳生あばれ旅シリーズ』（1980年 - 1983年）の柳生十兵衛と、傑作と評価されている『影の軍団シリーズ』（1980年 - 1985年）の服部半蔵は、十八番である。
（⇒ #時代劇）
1979年には芸能生活20周年記念作品である『戦国自衛隊』で、主演と日本映画初のアクション監督を兼務し、配給収入で13.5億円の大ヒットを記録。その演出が評価され、1980年にブルーリボン賞のスタッフ賞を受賞した。
1981年の主演作『冒険者カミカゼ -ADVENTURER KAMIKAZE-』は自ら企画し、『忍者武芸帖 百地三太夫』（1980年）と『吼えろ鉄拳』（1981年）で出演とアクション監督を兼務。1989年の『将軍家光の乱心 激突』でも出演とアクション監督を兼ね、同作は第39回ベルリン国際映画祭に招待された。
1990年には映画プロデューサーと初映画監督を兼ねた『リメインズ 美しき勇者たち』を手がけ、アクション作品の全盛期を牽引していた。
（⇒ #2022年・#アクション作品）
1981年から演劇にも進出し、『ゆかいな海賊大冒険』（1982年 - 1984年）、『酔いどれ公爵』（1985年）など複数の作品を企画・演出・主演し、JACミュージカルとして定期的に公演した。新宿コマ劇場の観客動員数では、3年間にわたって満員御礼となる記録的な成功を収めている。
（⇒ #ジャパンアクションクラブ (JAC)・#演劇）
並行して1970年代から1980年代にかけ、『七色とんがらし』（1976年）や『十字路』（1978年）、『深夜にようこそ』（1986年）、『夢に見た日々』（1989年）の人間ドラマにも主演。1982年には「誓い（JACのテーマ）」を作詞、1985年には10年ぶりに歌手としてリリースした「曠野」の作曲も手がけ、俳優・歌手に留まらない映画監督・映画プロデューサー・作詞家・作曲家など、その活躍ぶりはジャンルを越えて幅広いものであった。
（⇒ #音楽・#人間ドラマ）

### 海外進出

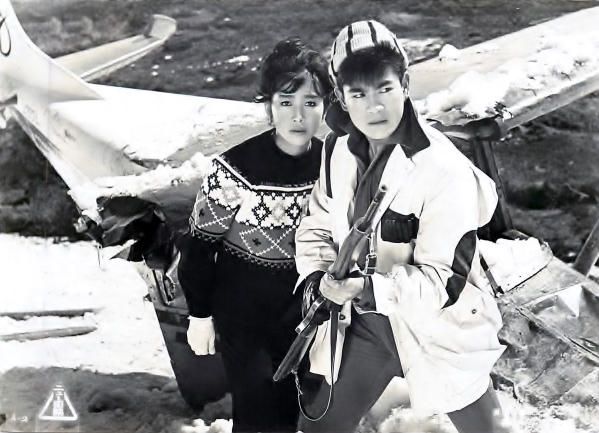
『風来坊探偵 赤い谷の惨劇』で、ウィンチェスターライフルを手にする。左は北原しげみ。

1966年から1970年代に数々の日本と諸外国との合作作品に主演するほか、1981年は『武士道ブレード』（英米合作）に主演した。1975年に訪れた海外進出を岡田茂が認めなかったので断念した経緯もあり、関係者内では「本格的な海外作品の出演をあきらめた」と認識されていた。
（⇒ #アクションスター・#Sonny Chiba）
それでもハリウッドへの思いは募り、水面下のアピールや主演映画の評判などで、海外進出を決意。その姿勢は真田広之にも大きな影響を与えており、「（師は）国内だけでなく、常に世界市場に目を向けていた。私も海外の俳優・監督と一緒に仕事をするには、どうしたらいいかを考えるようになった」と述懐している。
（⇒ #JAC OB OG）
1990年頃からアメリカ映画の出演依頼が届き始め、折しもロサンゼルスでは『激突! 殺人拳』（1974年）、『子連れ殺人拳』（1976年）など、14本の主演作がリバイバル興行されていた。
（⇒ #格闘作品）
1991年、ジャパンアクションクラブ (JAC) の売却を経て、1992年に『エイセス / 大空の誓い』に出演。これを機に拠点をロサンゼルスへ移し、アメリカ合衆国でも活動をするようになり、グリーンカードも取得した。日本未公開作品もあるが、長年の経験で培ったそのアクションは高く評価されている。
（⇒ #外国作品）
1998年に出演した『風雲 ストームライダーズ』では、ラスボス“雄覇（ホンパ / ホンファ）”を演じた。原作のイメージを彷彿とさせるその演技は話題に上り、翌年の第18回香港電影金像奨では、外国人として初めて優秀主演男優賞にもノミネートされた。2001年には台湾でも連続ドラマ化された。
（⇒ #追悼（アジア）・#外国作品）
2003年、友人でもあるクエンティン・タランティーノが監督した『キル・ビル』シリーズでは出演と、ユマ・サーマン、ルーシー・リューらハリウッドスターへ剣術指導をした。第30回サターン賞では『キル・ビル』で助演男優賞にノミネートされた。
（⇒ #外国作品）
2005年10月29日に開催されたハワイ国際映画祭では、これまでの功績を讃えた“MAVERICK AWARD”を受賞した。
2007年、英国放送協会製作の、日本をテーマにしたドキュメンタリーの『Japanorama』に出演。「Densetsu (Legends)」（伝説）をテーマにした回で取り上げられ、4月9日に放送された。同年の『風林火山 (NHK大河ドラマ)』に板垣信方役で出演。 11月には海外で通称としていたJJ Sonny Chiba（JJ サニー チバ）を日本でも使うようになった。11月26日には厚生労働省から健康大使にも任命されている。2008年10月から2009年3月まで京都造形芸術大学の教授を務めた。

### 2010年代

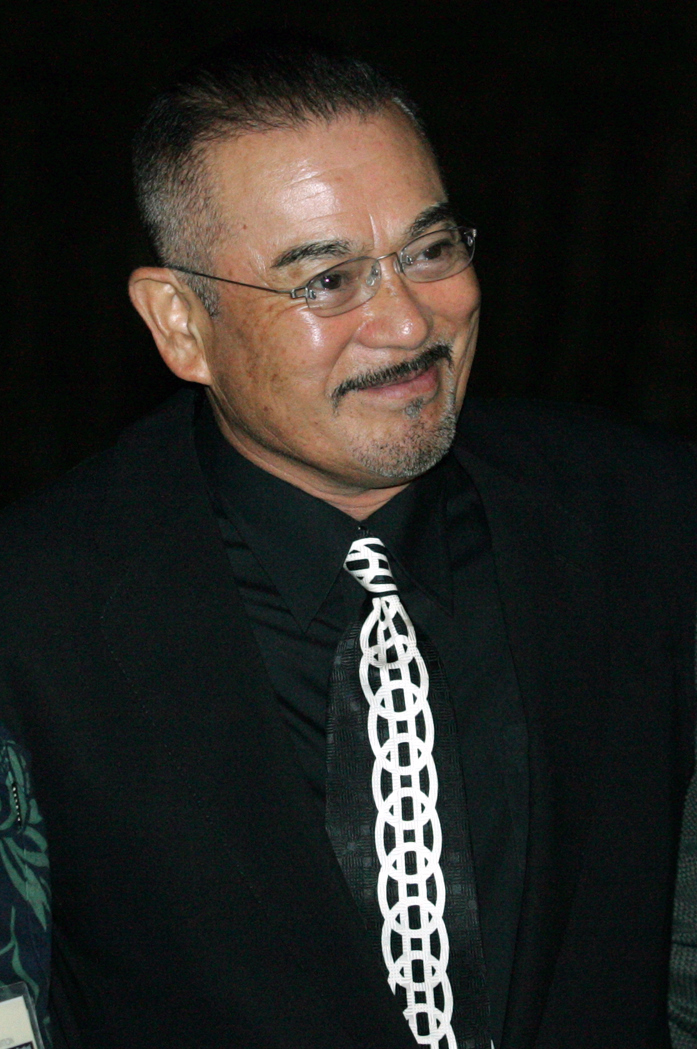
ハワイ国際映画祭（2005年）

2010年10月22日にはグランドプリンスホテル赤坂で、結婚披露宴を兼ねた芸能生活50周年記念式典を開いた。もともとはアントニオ猪木・池谷幸雄・石田純一・市川亀治郎・今井雅之・内野聖陽・梅宮辰夫・岡崎二朗・ガッツ石松・川地民夫・神取忍・樹木希林・北の湖敏満・京本政樹・具志堅用高・郷田勇三・小林幸子・コロッケ・高橋英樹・竹本直一・田中好子・谷村新司・津川雅彦・十朱幸代・夏八木勲・白竜・張本勲・布施明・風吹ジュン・松井章圭・松坂慶子・美川憲一・三田佳子・やまさき十三・山本KID徳郁・横峯良郎・ラモス瑠偉ら計60名を発起人とした芸能生活50周年記念式典が先に決まっていたところ、現妻と挙式や披露宴をしていなかったため、千葉の要望で記念式典と合わせて企画された。前半の披露宴には家族でキャンドル点灯のほか、長女・真瀬樹里は父への尊敬とお祝いの挨拶が行われ、芸能界にまだ入っていなかった長男・新田真剣佑と次男・眞栄田郷敦の二人も登壇し、手紙を読み上げる形で両親を祝福している。後半の記念式典では主演・出演した映画・テレビ映画・ドラマ・演劇が順に紹介され、樹里と殺陣、真剣佑・郷敦とは空手道の演武で型と杉板の試割りを家族皆で披露。勝野洋・小堺一機・夏樹陽子らは花環を贈呈し、出席者に上記発起人ほか、太田昭宏・北島三郎・関根勤・高岡早紀・高橋和也、デヴィ・スカルノ、南部虎弾、ビリー・ブランクス、堀田眞三・魔裟斗・松木安太郎ら、多数の芸能人を含む、各界から約600人がお祝いに集った。「あっという間の50年だった。まだまだ、やり残したことがあるので精進したい」と気を引き締めつつ、感謝の意を表している。
（⇒ #最期・#人柄・#家族）
2011年以降、芸名を日本のみ千葉 真一、海外ではJJ Sonny Chibaとしている。同年9月29日から10月2日にアジア・アメリカ映画を祝す国際フィルムフェスティバル「SINGAFEST 2011」（ビッグフット・エンターテインメント主催）がロサンゼルス・ウエストウッドのビッグフット・クレスト・シアターにて開催され、LIFETIME ACHIEVEMENT AWARDを受賞。代表作の一つである『魔界転生』が上映され、授賞式には樹里・真剣佑・郷敦も出席し、千葉と樹里は殺陣を、真剣佑と郷敦は空手を披露し、集まった多くのファンをわかせている。11月、徳島県鳴門市で生産・販売されている「本格焼き芋焼酎“斬”」の監修をした。
（⇒ #最期・#外国作品・#家族）
2013年3月10日、日本体育大学から正式に卒業を授与され、これにより最終学歴は「日本体育大学体育学部体育学科卒業」となり、学校教育法第104条および学位規則第2条の規定に従って「学士（体育学）」の学位が与えられた。
（⇒ #体操界・日体大・#器械体操）
2014年の『おわこんTV』に主演し、テレビ業界のウラのウラまで知り尽くす名物社長を、存在感醸し出しながらも軽いタッチで演じた。同ドラマは文化庁芸術祭参加作品となっている。
2016年4月14日に勃発した熊本地震では、母の故郷を憂い、オスマン・サンコンと一緒に被災地で炊き出しをした。同年8月21日、千葉市の「第41回 親子三代夏祭り」で、千葉氏中興の祖である千葉常胤に扮して武者行列を務めた。
（⇒ #親交の有った芸能人）
2019年12月19日、千葉市の健康大使に任命された。市民が主体的に健康づくりを取り組めるよう、同市は広報・啓発の一環として、県内出身で芸能生活60周年を迎えていた千葉が就任する運びとなった。任命式では「来月、81歳を迎えるので少々不安でございますが」と挨拶をしながらも、年齢を重ねるごとに健康管理を替えてきたことや、その矜持、健康大使としての抱負を述べた。
（⇒ #家族）

### 晩年

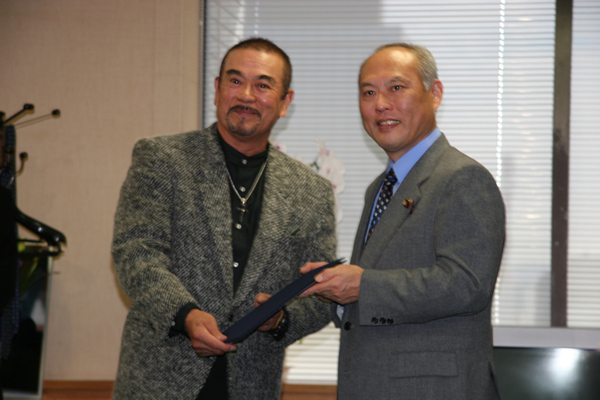
「健康大使」任命時（2007年）。右は舛添要一。

2020年、文化活動に優れた成果を示し、文化振興や日本文化の海外発信・国際文化交流に貢献したとして、文化庁長官表彰をされた。前年に芸能生活60周年を迎えており、これまでの歩みを振り返りながら、近況や家族のことと併せて、「私にはあんまり似合わない賞をいただいちゃって…。これからはこれに恥じないよう、しっかり努力して生きていきたい」と笑顔を見せた。
（⇒ #最期）
2021年6月、個人事務所「ルイアンドリーブス」を、「エム＆リーヴス」へ設立し直した。子供たちに自身の企画やアイデアを受け継いでもらう願いと「いまのうちにきちんとしておきたい」という思いからである。千葉が代表で新田真剣佑は取締役となり、それまで複数あった会社の事業を統一し、全著作権を「エム＆リーヴス」が引き継ぐと決めた。西田真吾は「膝・足が硬直するなど、昔と比べて身体の自由が利かなくなり、日課のジョギングも思うようにできなくなっていた。一昨年末頃から『もう長くない』と漏らし、断捨離を始めていた」と証言しており、本人も「60代までは、まだまだ若者に負けないくらいのスピードができていた。しかし今はハッキリと肉体が衰えていることを自覚している。気持ちとして演技や作品を追求したいけど、肉体がついてこない」と吐露していた。
（⇒ #家族）
スティーブン・セガールとダブル主演での映画や、ジェシー・ベンチュラやウェズリー・スナイプスと共演するハリウッド映画も撮影予定であったが、コロナウイルスのパンデミックにより撮影が延期になっていた。

### 最期
事業の統一から2か月過ぎた2021年8月19日17時26分、新型コロナウイルス感染症 (COVID-19) による肺炎のため、千葉県木更津市の君津中央病院で死去した。82歳没。折しもCOVID-19の第5波で感染爆発している日本は、同月6日に感染者が100万人を超えており、医療体制が逼迫・確保できていない真っ只中に失命した。自らの意思で、COVID-19ワクチンを接種していなかった。
7月末に感染。咳嗽などの症状はあったが、元気だったので、そのまま自宅療養を続けていた。しかし8月4日に38.8度の熱を発し、PCR検査の数値も悪く、肺炎が悪化。救急車で搬送され、8日に入院した。酸素吸入などの治療を受け、一時は回復する兆しがあったものの、容体は急変。18日あたりから意識がなくなり、そのまま息を引き取った。新田真剣佑はハリウッド映画の撮影でアメリカ合衆国に滞在しており、真瀬樹里と眞栄田郷敦は仕事後に駆けつけるも、3人は父親の最期を看取ることができなかった。
（⇒ #家族）
緊急事態宣言中のため、通夜は行われていない。翌20日、眞栄田郷敦を喪主とし、葬儀が営まれた。人数が制限されていたため、親戚5人のみが参列。荼毘に付され、郷敦と前夫人が遺骨を拾った。
（⇒ #家族）
長女・真瀬樹里は「一報を受け、仕事後に駆けつけましたが、最期に立ち会うことはできず…。しかし、顔を見て、お別れと伝えたい事を言うことはできました。苦しんだとは思えないほど、穏やかな顔をしておりました」と最期の様子を振り返り、「少し前に、電話で父の元気な声を聞いたばかりでした。私にとっても突然のことで、まだ現実感がありません。ただただ悔しいです…。天国から両親が見守ってくれていることを信じて、胸を張って見せられる仕事ができるよう、精一杯生きていきたいと思います。父の遺した作品を、これからも愛し続けて頂けたら幸いです」と所属事務所を通じて発表した。
長男・新田真剣佑はインスタグラムにて、ローソクが立てられたケーキを前に、幸せそうに笑う千葉と微笑む幼少期の真剣佑や、千葉の体の上で安心した様子で眠る幼少期の真剣佑の姿が収められている2ショットを公開し、「No matter where I am, you'll always be in my heart.（私がどこにいても、あなたはいつも私の心の中にいます）Love you so much Dad.（お父さん、あなたをとても愛しています）」と思いを綴った。
次男・眞栄田郷敦は防護服を着て対面した日の夜に、所属事務所を通じて「一方的な約束をしてきました。それを守るだけです」と発表した。
2019年に世阿弥の著作より格言を抜粋し、樹里には『花鏡』から「初心不可忘（初心忘るべからず）」、真剣佑には『風姿花伝』から「秘すれば花」、郷敦には『風姿花伝』から「離見の見」と、それぞれ自筆の巻物にして娘・息子たちへ授けている。
（⇒ #晩年・#体操界・日体大・#2022年・#空手道・#家族）

## 追悼
国内外の各界から追悼が寄せられた。

### 追悼（国内）

#### 芸能界

##### 共演者
『白昼の死角』と『伊賀忍法帖』で共演している中尾彬は千葉県立木更津第一高校の後輩で、「とても真面目な方だった。会うと地元の先輩後輩のように話し、お互い実家も近かった。3歳年上なので同時期に通わず、入れ替わりで卒業しましたが、頻繁に器械体操部のコーチに来ていました」と、バレーボール部の中尾とも会えば話す間柄だったと語った。「芸能界に転身しても器械体操の指導で母校へ通い続け、当時珍しかったジーンズを履き、慎太郎カットにしていた」と在りし日の姿や、中尾も芸能界に入ると「おお、頑張れよ」「俺の映画見てる？」と親しく声をかけてくれた気さくな人柄、夢を語る様を振り返っている。「ワクチンも率先して受けるタイプ」と中尾は接種していないことを訝しがりながら、「映画スター。今時、ああいう夢を語れる人が減っちゃったよなあ」と寂しそうだった 。
（⇒ #交友（国内））
東映ニューフェイスの後輩・堀田眞三は『あゝ同期の桜』、『キイハンター』、『人間魚雷 あゝ回天特別攻撃隊』、『狼やくざ 葬いは俺が出す』、『影の軍団シリーズ』、『柳生あばれ旅』で共演しており、一緒に撮った写真をツイッターへ掲載。「千葉真一先輩の訃報 信じられないが あの日 あの時無限様々な想いがよぎる 謹んでご冥福をお祈りします 合掌」とつづっている。
11歳の時、共演した小林幸子はインスタグラムにて、「初めて出会ったのは、私にとって初出演だった『くらやみ五段』。デビューしてまもない私を“チビ”と呼び、肩車してくれたり、一緒にキャンプファイヤーしたり、とっても優しいお兄ちゃまという印象でした。その後も『キイハンター』など、いろんなお仕事でご一緒させて頂きました。いつも撮影の合間には、体を鍛えたりアクション練習したり、ずっと動いていて格好いい方でした。最後にお会いしたのは、昨年の文化庁長官表彰の時、息子さんの話を笑顔でお話していたことが印象に残っています。日本のアクションの世界を作り上げ、千葉真一さんご自身が日本の刀のような、何にも負けないはず方なのに。悔しいです。コロナが憎いです。今はゆっくり休んでください。ご冥福をお祈りします。合掌」と思いを記した。
『キイハンター』を筆頭に『網走番外地 南国の対決』と『不良番長 猪の鹿お蝶』で共演している谷隼人は、2019年に催された芸能活動60周年記念祝賀会で会ったのが最後だった。『キイハンター』共演時には新宿の同じマンションに住んでいたという。
日本のアクション映画を切り開いた第一人者、千葉真一さんが逝去した（享年82）。銀幕の彼の姿は、なぜこんなにも観客の心を鷲づかみにしたのか。出世作『キイハンター』（1968～1972年）にまつわる秘話を、俳優・谷隼人が明かした。
　当時はまだ東映に入って3年目。ペーペーの僕は、『キイハンター』シリーズでは“坊や”みたいな存在でした。メインどころの丹波哲郎さん、野際陽子さん、千葉真一さんに付いていくだけで精一杯でね。でも、あれほど貴重な5年間はなかった。
〈1968年に放送がスタートしたアクションドラマ『キイハンター』（TBS系）。東映が制作を担い、深作欣二、佐藤純彌といった名監督が演出を担当した同シリーズは、国際犯罪を題材に外国人キャストもふんだんに起用し、最盛期には視聴率30％超を連発。千葉を国民的スターに押し上げた。谷は新人諜報員役で出演し、ボス役の丹波、先輩の野際、千葉に可愛がられながら成長していく役どころだった〉
　半年、1年たって徐々に自分も人気が出てきて、千葉さんと絡むシーンも増えてきました。千葉さんは日体大時代に体操でオリンピックを目指していたような人。かたや私は夜の街で黒服を着ていた不良。一緒にアクションするのは、それは大変でした。御殿場のロケでは、ジープに乗っていたら「おい谷、飛び降りるぞ！」って。走ってる車からですよ。爆薬が仕掛けられているなか、必死に身体を丸めて転がるように飛び降りました。まだスタントマンもいないし、俳優が全てやらなければならない時代。運動神経抜群の千葉さんはいいですけど、こちらはたまらない（笑）。
　千葉さんは“身体での表現”に徹底的にこだわる人でした。しょっちゅうスタッフと演出のアイデアをぶつけ合っていて、爆発して吹っ飛ばされるシーンでトランポリンを使ったりね。今ならワイヤーを使って簡単に再現できるようなアクションを、試行錯誤しながら現場で試していた。
　千葉さんは『キイハンター』で、アクションの立ち回りを改革した人でもありました。それまでのアクションは、例えば相手を捕まえて、はい、殴る……というように、ゆっくりしたテンポだったのが、襲い掛かってくる相手にいきなりカウンターを入れたり、“動きの速さ”を初めて見せた。細かい動作や相手との間合いの取り方まで、いろいろ教えてもらいました。
倉田保昭は訃報を聞き、「ショックで寂しかった」と語っている。東映演技研修所に一期生で通っていた倉田にとって、7歳上で既にスターとして活躍していた違いもあり、「『キイハンター』で特に意識し、“ああなりたい”と思うような憧れの先輩でしたね」と回想した。1970年から香港映画に活動の場を移した倉田は、1974年に“和製ドラゴン”として凱旋帰国後、『直撃! 地獄拳』に出演。同作では直接手合わせするシーンは無く、あまり話す機会はなかったものの、『バーディー大作戦』『Gメン'75』に出演していた時、近藤照男から「千葉真一ならこうだ、こうした」と倉田を発奮させるかのように幾度となく話をされ、更に意識するようになっていた。『必殺女拳士』でも共演するが同じシーンは無く、ようやく対面で演技をしたのは『服部半蔵 影の軍団』第2話「闇に潜む牝豹」。終盤に決闘するシーンもあったが、『影の軍団シリーズ』のレギュラーを断っていたので、倉田はきっちり共演できていないという気持ちに駆られていた。そのような思いから、倉田が製作する『マスター・オブ・サンダー 決戦!! 封魔龍虎伝』に出演してもらえるよう、自ら頼んでいる。「当時、日本のアクション映画は若手が育っていなかったので、千葉さんと私がぶつかる姿を若手に教材として見せたい」「3度ほど、二人きりで10時間以上お話をして ようやく千葉さんはOKしてくれた」「千葉さんと最初にアクションを撮影する日には、ジャパンアクションクラブ (JAC) と倉田アクションクラブの門下生が大勢、セットへ見学に来たのが驚きだった」と振り返った。撮影の合間に「作りたい映画を、何時間も語り合ったことが思い出深い」と語る倉田は、同作で共演以降、ほとんど会う機会も無く、「いつも私の片思いでした」と残念がっている。倉田は出演作だと「『赤穂城断絶』が特に印象に残っている」と語り、「何人ものスターを作り上げ、息子さん二人もスターになりつつある。その情熱は素晴らしいし、大変な方だと思います。亡くなられた時に思い出したのは、千葉さんと私が立ち回りで闘ったこと。私たちの時代、特に私は先輩がいらっしゃったからガンバレたし、目標としていつも背中を追い求めてきました。良い時代を過ごさせていただき、ありがとうございました」と追悼した。
『影の軍団III』と『写真甲子園 0.5秒の夏』で共演した秋野暢子は「千葉真一さん……残念です」とブログで書き始め、「若い頃、東映スタジオで殺陣を教えていただきました。とても優しく、丁寧に指導してもらい、お優しい素敵な方」と、最近は会えなかったが、世界を代表するアクション俳優から指導を受けた思い出を振り返り、「とても頑強でお元気な方が、コロナ感染されるなんて信じられません」とショックを隠せず、「どうぞゆっくりおやすみください。ご冥福お祈りしています。合掌」と哀惜した。
20代のころに『織田信長』で共演した野村真美は、「ジャパンアクションクラブにお友達もいて、一緒にお食事をしたことも。今朝、テレビで見て『あぁ、そうか…』って言葉がない感じ。胸がつまる思いがありました」と偲んだ。
『源義経』で共演した東山紀之は、悲報に「20代のころに共演させていただきましたが、千葉真一さんが時代劇の立ち回りにアクションを入れた最初の方なんです。今、世界中の映画で行われているアクションものの一番最初は千葉さんがお考えになったものなので、この功績は凄いです」と改めて存在の大きさを絶賛した。真田広之と電子メールで連絡し、「真田さんは千葉さんという父親を亡くした。これは自然の摂理で、しょうがないことなんですが、僕らはその教えを次の世代に伝えていくっていうのが、これからますます大事になるねっていうやり取りをさせていただきました」と誓い合ったことを明かしている。
『寺子屋ゆめ指南』で父娘役を演じた西田尚美は「千葉真一さん、信じられません 半年間、時代劇で私の父上様でした」と受け入れがたい心境を吐露した。この時代劇は千葉と真瀬樹里の初共演作でもあり、西田は「千葉さんと娘さんの樹里ちゃんと殺陣のお稽古とか…私がふらふらになっても、千葉さんと樹里ちゃんはとても楽しそうで。なんて素晴らしい時間だったんだろう」と振り返りつつ、「ありがとうございました。心よりご冥福をお祈り致します」と結び、西田が2014年3月2日にリツイートした千葉、樹里、新田真剣佑、眞栄田郷敦の写真を添えている。
『悪名シリーズ』で共演した的場浩司はオフィシャルブログで「ため息。笑顔が似合う気さくで偉大な先輩が逝かれた。“千葉真一さん”。偶然にも前回の写真は、千葉さんと初めて共演させて頂いた『悪名』のもの。京都のロケ現場で全身からオーラを放つ千葉さんに、緊張しながら御挨拶させて頂いた場面を思い出しました。優しい笑顔が印象に残っています。その後も御会いする度に色んなお話しを聞かせてくれました。千葉さんの御冥福を御祈り致します。朝からため息しか出ないよ」と沈痛の思いをつづった。
『柳生十兵衛七番勝負』で共演した村上弘明は、世界的アクションスターとして活躍してきた様を「アクション・スタントにアクロバットを取り入れ、時代劇・現代劇を問わず、魅せる演技を創り上げた人で、旧来の殺陣に変革をもたらした」と敬意を表した。「決闘ではその一振りに鍛錬を重ねた荘厳さが感じられ、たいへん充実した立ち合いになったと思います。芝居に対するほとばしる情熱がまるで純粋な子供のようで、それがとても印象的でした」と回想。その数年後に『柳生十兵衛七番勝負 最後の闘い』のリハーサル室に現れ、村上に「やってるねー！相談事があったら、いつでも連絡して。待ってるからさ」と名刺を渡し、立ち去ったという。天国の千葉真一へ村上は「とても残念です。ご冥福をお祈りします」と追悼した。

##### JAC OB OG
創設したジャパンアクションクラブ (JAC) からは、愛弟子たちが追悼コメントを捧げた。
金田治は「千葉真一さんとの思い出は数えきれないほどあるが、同じ作品に出演したことよりも、一緒に練習し、JACの合宿、番組の企画でアメリカのアクション映画のロケ地を、千葉さんと二人で巡ったりなどのほうが印象に残っている。千葉さんの功績は、アクションの専門職を作ったこと。『自分だけが凄いアクションができてもダメだ』と言い、スタントマンが冷遇されていたなか、日本のアクションを変え、アメリカ映画に負けないスタントが日本でもできるというポリシーを持って続けてきた。僕は千葉さんが考えていたこと、やりたいことを今も自分なりに続けている。千葉さんがいなかったら僕はこの道に入っていないかもしれないし、アクションの仕事で飯を食えていないかもしれない。今の自分は存在していなかった」と回想し、“日本アクション界の偉大な父”の冥福を祈った。
「見上げる空に」と題するブログにて、志穂美悦子は「それは、あまりに突然で、言葉にならない」と綴るのが精一杯ながら、「でもJACイズムは生きている。それぞれの場所で生きている」と恩師の死を悼み、JACへの思いを記した。
真田広之は、「子役の頃から、様々な事を学ばせて頂きました。何よりも、夢を抱くことの大切さを。志を受け継ぎ、走り続ける事が恩返しと心得ております。本当にお世話になりました。安らかにおやすみ下さい。合掌」と師匠を悼んだ。
（⇒ #海外進出）
ツイッターで伊原剛志は「千葉真一さん！40年前、18歳でJACに入って、目をかけて貰い『影の軍団IV』『コータローまかりとおる!』に抜擢してくれた。二人きりになると優しく、京都で良く一緒に走ったりトレーニングもした」と思い出を回顧。「俺が役者であるキッカケになった人だ！有難う御座いました。心からご冥福をお祈りします」と人生に大きな影響を与えた名優をしのんでいる。

##### 親交の有った芸能人
千葉を敬愛する芸能関係者は多く、親交していた芸能人も各々追悼している。
池畑慎之介はブログで偉大な名優との思い出として、「53年ぐらい前の何かの雑誌に掲載されたもの。ピー（池畑）が16歳。千葉真一さんが29歳。野際陽子さんが30代前半。みんな若かった」と3ショットを公開。しみじみ振り返りつつ、「千葉真一さんのご冥福を心からお祈りいたします。合掌」と哀悼した。
オスマン・サンコンは日本でタレント活動し始めたころに知り合い、それからは“千葉のアニキ”と慕っていた。「コロナでアニキが亡くなったのはショックだった。千葉さんはサムライね！アニキほど、アフリカのことを考えてくれた俳優はいなかった」と語り、千葉が創ったJAC (JAPAN ACTION CLUB) の顧問に令和4年4月、就任している。
（⇒ #2010年代）
空手道を通じ、交流があった長嶋一茂は「本当に残念」と切り出し、「千葉さんは僕が傾倒する空手団体の門下生で、四段を允許されているし、トーナメントにも出ている。それぐらい凄い方で、小中学校時代には千葉さんの強さについて話を聞いていた」と振り返った。2019年に開催された空手の世界大会では「お会いして。黒づくめのスーツでお洒落なハットを被って、『一茂くん』と来てくれて。本当に格好良くて、ほとんどしゃべれなかったが、こういう年の取り方ができたらいいなって。憧れの方だった」とも語った。「生き方や生きざまでの判断・決断だったと思うので、ワクチンを打っていれば…と悔やまれるが、打たなかった千葉さん、変な言い方ですけど、格好良かったなっていう風に思う。ただ残念であることは間違いないです」と偲んでいる。
（⇒ #極真カラテ）

#### 体操界・日体大
1964年東京オリンピックの体操競技で女子団体銅メダルを獲得した千葉吟子は突然の訃報に、「選手としての実力は相当なものだった。在学中の1年半を一緒に練習していたが、男性なのに柔らかくて、とても素敵な演技をしていた。同期のみんなは彼が入学した時からオリンピック選手になれると思っていた」と振り返り、1960年ローマオリンピックの体操競技にも出場した吟子は「怪我をしていなければ、一緒に出場していたかもしれない。すごくハンサムで、女性は密かに憧れや気持ちを寄せていた」と回想。「とにかく残念。新型コロナウイルス感染症 (COVID-19) が終わったら、同期会をやろうって言っていたのに…。とても寂しいです」としんみり語った。
（⇒ #オリンピックを目指して・#プロレス界・#器械体操）
松浪健四郎は1か月前に話したばかりだったので、「残念だね…」と絶句した。2019年に芸能生活60周年パーティーが催された時、“エッサッサ”を、80歳で現役学生と共に白いパンツ一丁でやり通した姿に、松浪は「あれはきつくて、でも引き締まった美しい肉体で見事なエッサッサを見せてくれた」と衰えぬ身体に驚いている。同大学の特別卒業第1号に認定されたときは「すごく喜んでくれて、ずっと中退が心残りだったと思う。五輪壮行会にも二つ返事で駆けつけてくれた」と母校愛がとても強く、スターを育成したい気持ちから「アクションスター学科を作ってほしい」といつも話していたと回想し、哀悼の意を表した。
（⇒ #2010年代・#最期・#2022年・#プロレス界）

#### 格闘技界

##### 極真カラテ
山崎照朝は自身の格闘技コラム“撃戦記”にて、「訃報には驚いた。暗いニュースだった」と嘆き、「千葉さんは極真会館の前身・大山道場に入門しており、私の大先輩でもある。俳優になる前は器械体操の選手として、五輪を目指すほどの実力を持っていた。私が大学生の頃、稽古でご一緒したこともある。嗜むスポーツは多彩で、アクションスターとして格好いい存在だった」と、その経歴・印象や在りし日の思い出を振り返りながら、追悼を寄せている。
「本当に格好よく、小学生の時に『キイハンター』を観ていて、身体のキレが素晴らしく、憧れていました」と語る八代英輝は、「中学・高校と6年間、本部道場に通っていた際、直接教えて頂く機会に恵まれた。あの時、間違いなく日本で一番強かったですね。稽古の一つにスクワットして前蹴り100回を10本するんですが、物凄くキツいこの鍛錬を最前列に立ち、笑顔で一緒にこなされていたのが深く脳裏に焼き付いている。それから20年ほど経ち、映画の仕事で千葉さんとニューヨークで再会できたが、僕のことを覚えていてくれて、とても嬉しかったですね。多くの人材を育て上げた実績もある」と追憶している。
松井章奎は極真会館 松井派の公式サイトで「千葉真一氏の訃報に接し、謹んで哀悼の意を表します」と声明を出した。大山道場で修行を始め、『けんか空手シリーズ』の主演、1977年にハワイ州で開催された極真日本代表 vs ハワイ代表の試合に参戦、ジャパンアクションクラブを率いて第3回全世界空手道選手権大会でアクションの演武、松井体制では総本部相談役として大会に出席するとファンにサインをねだられるなど、極真を世に広めた大きな功労を紹介・感謝し、冥福を祈っている。
（⇒ #Sonny Chiba・#2022年・#親交の有った芸能人・#格闘作品・#空手道）

##### プロレス界
船木誠勝は「千葉真一さんがお亡くなりになられました。『新 影の軍団シリーズ』の撮影時に大変お世話になりました。本当にありがとうございます。心より御冥福をお祈り致します」とオフィシャルブログに綴った。「撮影でご一緒する機会が多く、千葉さんは筆で台詞を大きな紙に書き、台本の代わりに持ち歩いていた。私がYouTubeの脚本を書いているのも、あの時の千葉さんが頭の片隅にあるんでしょうね」と回想しつつ、大スターへ哀悼の意を表している。
永田裕志は「日本体育大学の偉大な大先輩で、何度かお会いさせて頂きました。いつも優しい言葉をかけて頂きました。ご冥福をお祈りします」とTwitterでお悔やみの言葉を寄せた。同大学の先輩に紹介されて知り合った永田は、「なんてご挨拶したらいいか分からなくて、ひたすら『新日本プロレスの永田裕志です』と自己紹介した。紳士というか、偉ぶることなく優しい言葉で接してくれて、いたく感動したのを覚えている」、母校で催された2016年リオデジャネイロオリンピックの代表になった選手の壮行会では「敬語でお話され、こちらが申し訳なく思った」、アントニオ猪木や藤原喜明らが参加した会合でも「優しく声をかけてもらったことが忘れられない」、「かっこいい方だったなあ。アクションスターの先駆けのような存在だったし。心よりお悔やみ申し上げます」と振り返り、しんみりと悼んでいる。
（⇒ #体操界・日体大）

### 追悼（海外）

#### 追悼（欧米）
アメリカ合衆国では、『バラエティ』、『ハリウッド・リポーター』、『Deadline.com』といった業界誌はもちろん、『ニューヨーク・タイムズ』『ロサンゼルス・タイムズ』『ワシントン・ポスト』といった主要一般紙や、『ニューヨーク・ポスト』などのニュースサイト、CNNエンターテインメントをはじめとするテレビでも、その死が大々的に報じられた。映画にしてもテレビドラマにしても、自国製の作品のみで十分に調えて供給できるアメリカでは、外国人俳優に対する一般人の関心が決して高くないことを踏まえると、Sonny Chiba（サニー千葉）は例外的存在だったと言える。各媒体とも新型コロナウイルス感染症 (COVID-19) による合併症で亡くなったことから始まり、出生地から生い立ち、器械体操と空手道の修練、長く尊敬されるキャリアを築いてきた俳優であることをしっかり紹介。さまざまな作品に出演し、欧米で知名度を一気に上げた代表作『殺人拳シリーズ』にも言及している。
（⇒ #Sonny Chiba・#格闘作品・#空手道）
アカデミー賞公式Twitterは千葉の訃報に触れ、追悼メッセージを発表した。
イギリスのインデペンデントは「『キル・ビル』などで知られる日本の有名なベテランスターは、新型コロナが原因で死去した」と速報し、フランスのBFM TV は「彼は絶望の危機に瀕している日本映画の真の伝説」と評し、世界中の千葉作品を愛したファンたちも、SNS などで「RIP（安らかに眠れ）」とメッセージを投稿した。

#### 追悼（アジア）
中華人民共和国では、新京報が新浪微博にて、環球時報は電子版で、それぞれ訃報を流した。半世紀を超える芸歴を持つ大ベテランであり、映画監督や歌手などマルチな才能を持っていたことを伝えている。多くのネットユーザーがお悔やみの言葉を残し、「千葉真一死去」が微博のホットワードランキング上位に登場した。
大韓民国では共同通信社や、AFP通信・NHKを、ソースにして報道し、芸能人としてだけでなく、大山倍達の弟子としても訃報が流され、多くの追悼の声が数多く寄せられている。大ファンであると公言するリュ・スンワンは2024年に再来日した際、「以前、千葉真一先生にお会いできて、本当に光栄でした。数年前にお亡くなりになられて、とても胸が痛みました」と9年前の対面を振り返り、お悔やみを述べていた。
（⇒ #Sonny Chiba・#海外進出・#格闘作品・#外国作品・#ファン（海外））

## 没後

### 2021年
数々の代表作を放送、パッケージ販売、リバイバル上映など、追悼企画としてそれぞれ催された。
スカパー! は死去翌日の8月20日、『キイハンター』『現代鬼婆考 殺愛』のほか、『激突! 殺人拳』『やくざ刑事シリーズ』『麻薬売春Gメンシリーズ』『あゝ同期の桜』『仁義なき戦い 広島死闘篇』『いつかギラギラする日』や、『赤穂城断絶』『太閤記』『徳川家康』など、主演・出演した作品を放送すると発表した。BSテレビ東京は24日に『エイセス / 大空の誓い』を29日21時から追悼放送するとアナウンス。同局プロデューサーは「敬老の日に、世界の名優たちと同列に活躍する千葉真一さんへリスペクトを込めて放映する準備をしていたが、突然の訃報により急遽追悼放送になってしまった…。（自身が）昭和の映画少年として、千葉さんが出演する数々の作品から影響を受けたものは計り知れず、その勇姿を心に刻んでほしい」とコメントを寄せている。地元のチバテレは主演・アクション監督の映画『戦国自衛隊』を「千葉真一追悼番組」として10月10日に放送し、東映チャンネルは「映画界最強の男 千葉真一特集」 と銘打ち、11月は『魔界転生』『風来坊探偵 赤い谷の惨劇』『『ゴルゴ13 九竜の首』『けんか空手 極真拳』『けんか空手 極真無頼拳』『やくざ刑事 俺たちに墓はない』、12月は『柳生一族の陰謀』『仁義なき戦い 広島死闘篇』『狼やくざ 殺しは俺がやる』『激突! 殺人拳』『殺人拳2』『警視庁物語 不在証明』、翌年1月は『カミカゼ野郎 真昼の決斗』『直撃! 地獄拳』『日本暗殺秘録』『忍者武芸帖 百地三太夫』『狼やくざ 葬いは俺が出す』『逆襲! 殺人拳』、翌年2月は『直撃地獄拳 大逆転』『少林寺拳法』『東京-ソウル-バンコック 実録麻薬地帯』『ボディガード牙』『子連れ殺人拳』『空手バカ一代』と、4か月間に代表作24本を特集放映した。時代劇専門チャンネルは「ありがとう！千葉真一〜ジャパニーズ・ニンジャ・アクションスター〜」と題して11月に『服部半蔵 影の軍団』と12月に『柳生一族の陰謀』を各々全話ラインナップし、『里見八犬伝』『伊賀忍法帖』『赤穂城断絶』の映画と併せて放送した。
東映ビデオは9月10日に代表作の『逆襲! 殺人拳』と『子連れ殺人拳』を、同年12月8日に初DVD化して販売することを発表し、販売した。
新文芸坐では10月2日に『ボディガード牙』『激突! 殺人拳』『直撃地獄拳 大逆転』『子連れ殺人拳』のオールナイト上映会が、同月20日から30日には同所で“六つの黒帯を持つ男 世界のアクションスター 追悼・千葉真一”と題して、『直撃地獄拳 大逆転』『激突! 殺人拳』『けんか空手 極真拳』『少林寺拳法』『脱走遊戯』『ゴルゴ13 九竜の首』『沖縄やくざ戦争』『仁義なき戦い 広島死闘篇』『柳生一族の陰謀』『魔界転生』『ボディガード牙』『子連れ殺人拳』をラインナップし、特集上映会が開催された。

### 2022年
誕生日の1月22日、新田真剣佑・眞栄田郷敦を筆頭に、栗原敏・関根大学・若山騎一郎・西田真吾を発起人とした、「〜さらば！千葉真一〜 千葉真一さんお別れの会」が増上寺の光摂殿でしめやかに営まれた。自身が描いた富士山の油絵を約4,000本のスプレーマム・白菊・キキョウ・ブルーデルフィニウムによる色鮮やかな花々で再現された祭壇には、『戦国自衛隊』のオフショットを遺影に据え、その手前には同作で使用された日本刀・ヘルメットで装飾。メモリアルコーナーには等身大パネルや、柳生十兵衛の日本刀・アイパッチや愛用の空手道衣など、私物から撮影で使用された小道具まで幅広く展示された。恩人である高倉健・深作欣二・大山倍達へメッセージを送り、雪山で大山と組手、ハワイで開催された「日本代表極真チーム対ハワイ代表チーム」の日本代表として参戦し、前蹴りから飛び後ろ回し蹴りの連続技、後ろ蹴りがヒットするシーン、最後はボディ連打でKOするシーンなど、在りし日の姿が映像で紹介されている。BGMとしてお気に入りだった「ララバイ・オブ・ユー / LULLABY OF YOU」などが流された。真剣佑は海外、郷敦は大阪府での仕事のため、連名で「父と同じ俳優となり、もう少し話しておけば良かった」と他界を悔やみ、「僕たちの心の中に父親、俳優としての千葉真一が今も変わらず息づいています」と書かれた直筆の手紙を会に託し、メッセージを送った。弔辞では西田真吾・関本郁夫・岡崎二朗が、それぞれ哀悼の意を捧げた。新型コロナウイルスの感染対策を徹底した上で、午前の一般の部にファンが、夕方から「共に闘った戦友達のお見送り」として関係者が、合わせて約500人が参列。涙ながらに献花をするファンの姿も見られた。
（⇒ #Sonny Chiba・#ジャンルを越えた活躍・#最期・#極真カラテ・#アクション作品・#空手道・#家族）
2月20日、沖縄県那覇市ぶんかテンブス館にて、沖縄映画研究会は「沖縄への視角 千葉真一主演作を手がかりとして」と題し、第10回研究発表会をオンライン開催し、主演作や人柄を振り返った。沖縄を舞台・題材にした主演作品には「沖縄と本土の深い溝を描かれている」と同会代表の世良利和は指摘し、1976年に国内公開された『脱走遊戯』、『沖縄やくざ戦争』などを紹介。世良は「他の役者も沖縄のやくざを演じているが、千葉さんは別格。うちなーぐちも話し、三線にあわせて空手道の演武もやって見せる、堂々たる主演作だ」と評した。このほかには台湾から国立政治大学非常勤講師の李政亮による発表や、映画監督の當間早志とNPO法人・シネマラボ突貫小僧代表の平良竜次は「千葉さんは演技や役作り、アクションで創意工夫をする方だった。役者だけでなく、作り手側の人でもあった」と言及。併せて2016年に収録したインタビュー動画は、本人のみと中島貞夫と一緒に行われたものが、それぞれ上映された。
3月27日に開催された第94回アカデミー賞では、授賞式恒例の追悼コーナーであるイン・メモリアムにて、「SONNY CHIBA ACTOR MARTIAL ARTIST」と紹介され、俳優だけでなく、格闘家としても、その偉業をたたえられた。
8月17日、真瀬樹里を喪主として「千葉真一さんを偲ぶ会」がリーガロイヤルホテル東京で催された。発起人は若泉久朗（KADOKAWA執行役員）、松浪健四郎、熊谷俊人、倉田保昭、中島貞夫、金子修介、北村龍平、深作健太、谷隼人、真田広之、兵頭慶爾（サンライズジャパン代表取締役）、金田治、西本良治郎（ジャパンアクションエンタープライズ代表取締役副社長）、鈴木哲也（アストライア代表）。主催：アストライア、協力：ジャパンアクションエンタープライズ、東映エージエンシー。もともとは1月22日に開催する予定だったが、オミクロン株の感染拡大で首都圏にまん延防止等重点措置が敷かれたので、延期されていた。白い胡蝶蘭や白いカーネーションなどで彩られた祭壇には真瀬が選んだ写真と、出演した映画のポスターや野際陽子らとのプライベート写真などが飾られた。午後1時から関係者の部、午後3時からジャパンアクションクラブ関係者の部では約100人が参列し、午後5時から一般の部の3部に約50人が来場し、それぞれ献花を行った。千葉と生前親交のあった芸能関係者らが続々と詰めかけ、別所哲也、谷隼人、デヴィ・スカルノ、オスマン・サンコン、錦野旦、松浪健四郎、金子修介、河崎実ら、計約250人が出席した。北島三郎、三田佳子、志穂美悦子、明石家さんま、関根勤、小堺一機、坂上忍、伊原剛志らより、花が届けられた。
8月19日、大願寺で一周忌法要が、新田真剣佑と眞栄田郷敦を願主にして営まれた。真剣佑と郷敦は仕事で欠席したが、連名で「またこうして故人の思いを皆さまと共に分かち合い、新たな絆が生まれました」とメッセージを寄せた。祭壇には主演映画『魔界転生』（1981年）で務めた柳生十兵衛役の写真などが遺影として飾られ、大村崑、山田隆夫、若山騎一郎ら約100人が参列した。

### 2023年
84回目の誕生日となる1月22日、新田真剣佑と眞栄田郷敦は一緒にそれぞれの結婚を発表した。真剣佑と郷敦は「父の誕生日である1月22日に揃って発表しよう」と事前に決めていたので、兄弟の結束の強さを示す格好となった。生前、真剣佑と郷敦から妻となる女性たちを紹介され、食事を共にしており、息子たちの相手を気に入っていたことから、彼らの結婚を楽しみにしていた。
（⇒ #家族）

## 事績

### 変身ヒーロー

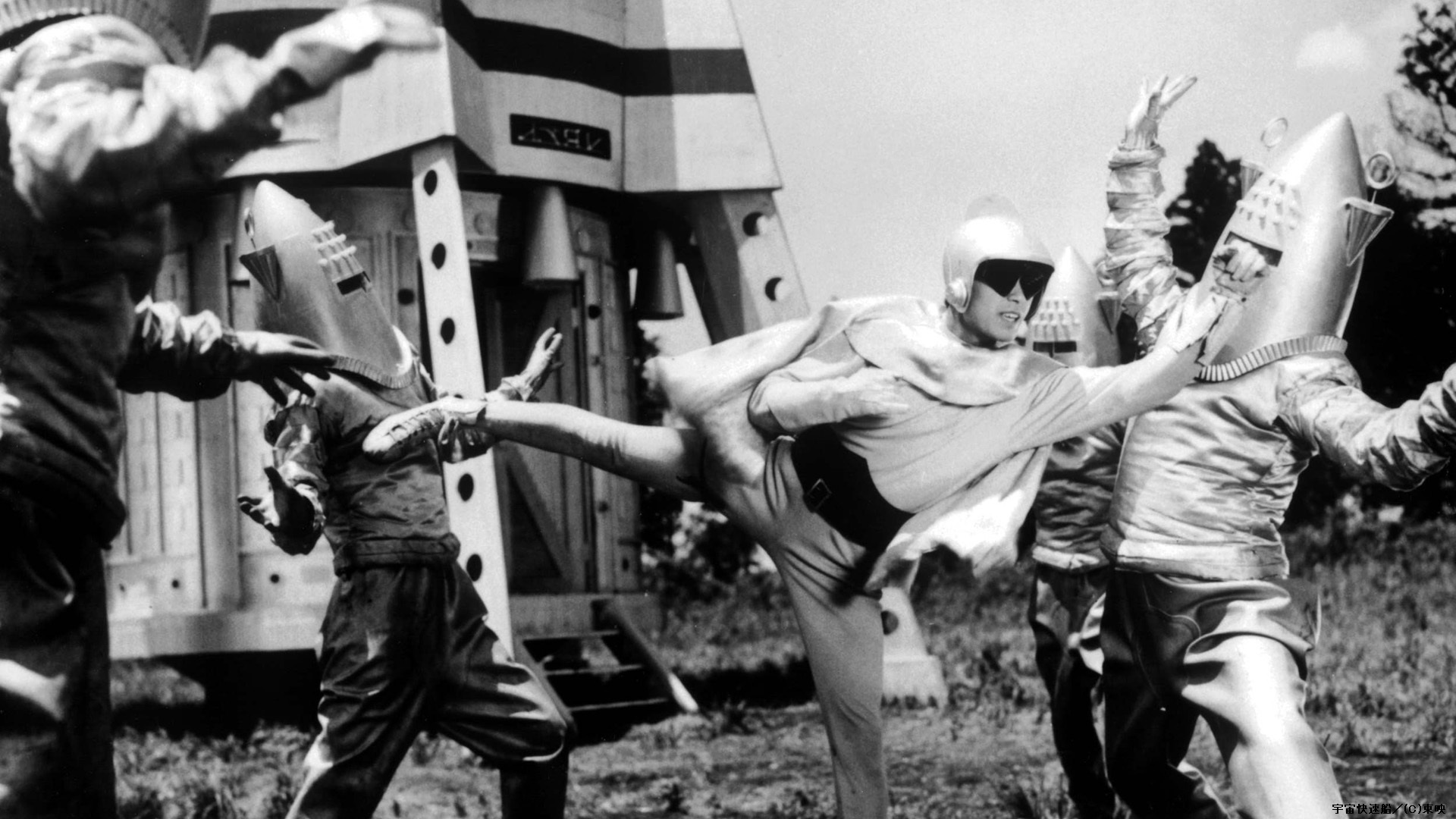
『宇宙快速船』にて、横蹴りと裏拳を同時に繰り出す。

デビュー作は1960年1月7日から放送された『新 七色仮面』で、次の『アラーの使者』にも主演し、まずはテレビドラマで人気を得る。『新 七色仮面』は『七色仮面』から引き継がれた作品で、『七色仮面』では蘭光太郎を波島進、七色仮面をスーツアクターが分担して演じていた。波島は古典的な仮面ヒーローの王道を行ったが、千葉はスーツアクターも兼務して、器械体操を活かしたアクションをふんだんに取り入れ、新しい七色仮面を編み出した。その演技・スタント・擬斗は、後に製作されていく変身ヒーローを題材とした特撮作品に、大きな影響を与えている。『アラーの使者』も児童向け活劇だが、アクションは本格的で、翌年の主演映画『宇宙快速船』のアクションヒーローに繋がっていく。
（⇒ #アクションスター）

### アクション作品

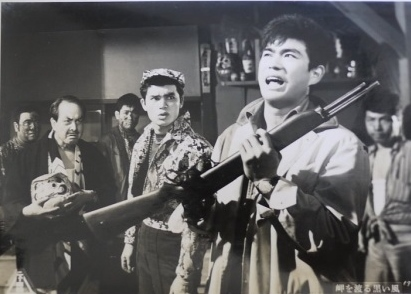
『風来坊探偵 岬を渡る黒い風』にて、ウィンチェスターライフルを手にする。中央は曽根晴美。

1961年の『風来坊探偵 赤い谷の惨劇』では、危ないシーンはスタントマンに任せるのが主流な時代に、「わざわざ吹き替えしてもらわなくても、自分でやりますよ」と申し出たので、映画スタッフは「さすが日体大だけに凄いことをやる」と驚かれた。『風来坊探偵シリーズ』を監督した深作欣二は、文芸ものよりもアクション作品を好み、「肉体こそ俳優の言葉」が口ぐせだったので、千葉真一自身も座右の銘にしている。ニュー東映のホープとして主演した『ファンキーハットの快男児シリーズ』では、カーチェイス、左右に開脚して2人の敵を同時に倒す跳び蹴り、器械体操で培った筋骨隆々な肉体美を、大車輪で披露している。こののち千葉と深作は23の作品でコンビを組み、ヒットを連発していく。
（⇒ #アクションスター・#キイハンター）
宣伝担当の福永邦昭は「器械体操で鍛え上げた肉体と抜群の運動神経で、新しいアクション俳優の誕生と騒がれたが、東映が彼を生かしきれなかった」と振り返っており、高倉健から「アクションスターは、アクションしかできないという決めつけがあるから、その印象を世間に持たれないほうがいい」と忠告されたので、ドンパチの活劇だけでなく青春ものをやりたいなとも思っていた。それでも東映は映画・テレビとジャンルを問わず、アクションスターであることを千葉へ常に求めていくこととなる。3, 4年ほど悩んだ末、やる以上、誰にも負けない完全にアクションのできる役者に成ろうと決意した。
（⇒ #格闘作品）
1966年の『カミカゼ野郎 真昼の決斗』は中華民国でロケーション撮影され、離陸する軽飛行機の翼に飛びつき乗り込むスタントをした。疾走する自動車を追いかけアンテナに飛びつくスタントでは、後輪の跳ねた石が脛に突き刺さり、台湾で一週間入院する代償を払っている。傷だらけになりながらもスタントを演じきったが、『柔道一代 講道館の鬼』（1964年）に続いてケガしたため、父親を受取人にして傷害保険・生命保険を契約。1970年の『やくざ刑事シリーズ』では、クランクイン前に約1億円の保険に加入した。同シリーズは後の作品にも影響を与えており、1999年の『マトリックス』でキアヌ・リーブス扮する主人公が片手側転しながらマシンガンを連射するシーンは、第一作の『やくざ刑事』で千葉が右手で拳銃を撃ちながら、片手で側転するスタントが原型となっている。
（⇒ #キイハンター・#格闘作品・#ファン）
芸能生活20周年記念作品である『戦国自衛隊』（1979年）で、主演と日本映画初のアクション監督を兼務した。時速100キロメートルで飛ぶヘリコプターにロープ1本でぶら下がり、乗馬では同年の『闇の狩人』に続き、地面にある矢と弓を左右に傾き、拾い上げるスタントを演じたほか、ヘリコプターから宙吊りになるシーンは自前のハイスピードカメラを足に括りつけて撮影し、騎手の目線を写すためにカメラを取り付けたヘルメットを被り乗馬するなど、アクション監督として撮影を自ら行っており、これらの敢行はスタッフをとても心配させた。馬の脇腹に隠れての乗馬は、『柳生一族の陰謀』第27話「美女と野獣」で千葉が、既に演じていたものをジャパンアクションクラブ (JAC) のメンバーに再現させ、『戦略大作戦』を意識して演出をしている、1980年にブルーリボン賞のスタッフ賞を受賞した。
（⇒ #ジャンルを越えた活躍・#2022年）
東映から「好きな映画を作っていい」と許可され、企画した1981年の主演作『冒険者カミカゼ -ADVENTURER KAMIKAZE-』は、フランス映画『冒険者たち』をオマージュした作品で、空手・拳法の達人や剣豪・忍者とは異なるしがない大学職員に扮して活劇を演じた。前年の『忍者武芸帖 百地三太夫』ではワイヤーアクションを初めて取り入れ、『吼えろ鉄拳』と同様に俳優とアクション監督を兼ね、『燃える勇者』ではアクション監修に携わった。1989年の『将軍家光の乱心 激突』では再び、アクション監督と俳優を兼務したが、この作品は第39回ベルリン国際映画祭に招待された。1990年にはプロデューサーと初の監督を兼ねた映画『リメインズ 美しき勇者たち』を手がけ、アクション映画の全盛期を牽引していた。
これまで話題作に数多く主演してきたが、それとは裏腹に「アメリカで撮影が始まるときには『Ready camera. Action!』と声がかかる。“アクション”は本来『あらゆる演技』を意味するものだけど、『体が動くからアクション俳優をやれ』と要望通りに何でも演じてきたことで、日本では逆にアクションのみが先行してしまい、あまり良くないイメージを持たれた」と複雑な心情を吐露している。
（⇒ #アクションスター・#ジャンルを越えた活躍）

### 音楽
1963年に「男一匹生きるなら」で歌手デビュー、1967年には“千葉真一とザ・サタンズ”を結成した。自身はグループ・サウンズのリーダー、メンバーにはドラマー兼ライブの司会者で潮健児、もう1人のドラム・サイドギター・ベースギター・電子オルガン・リードギターの5人は高校の後輩である。バンド名の由来は漫画『悪魔くん』が好きな千葉が名付けたもの。主な楽曲には1968年の「女の片えくぼ」があり、同年5月11日に放送された『キイハンター』第6話「影のメロディー」では、風間洋介（千葉）と谷口ユミ（大川栄子）がゴーゴー喫茶で踊るシーンの劇伴に流され、ザ・サタンズもバックバンドのメンバーとして出演している。このほか映画やドラマの主題歌も歌い、作詞・作曲も手掛けた。
（⇒ #アクションスター・#ジャンルを越えた活躍・#キイハンター・#ディスコグラフィ）

### キイハンター
『キイハンター』（1968年 - 1973年）は、瞬く間に視聴率は30パーセントを超え、1年の放送予定が5年に延ばされた。山頂駅を出発した谷を行き来するロープウェイにワイヤを投げてぶら下がってからよじ登り、走行する列車やバスに飛び降りて屋根で敵と格闘、自動車から並走する軽飛行機に飛び移る、雪渓から回転しながら転落、滑落しそうな滝の前で格闘など、数々のスタントを演じているがケガも絶えず、大きなものでは左足首骨折や日本刀で腕を斬られたこともある。
（⇒ #アクション作品）
本作の脚本は映画に比べるとアクションが詳細に指定されていなかったので、良いものを作りたい一心で積極的にアイデアを出すが、経費を気にするスタッフと対立することもあった。しかし視聴率が上がっていき、千葉のアイデアはどんどん採用されていくこととなる。他の作品でも俳優という立場ながら、撮影現場でいろいろと提案し続ける“米国流”の仕事の進め方は、深作欣二のようにアイデアを喜んで受け入れる者もいたが、対照的に煙たがるスタッフもおり、後年渡米する理由の一つとなっている。
国内では1969年の近代映画10月号臨時増刊では『千葉真一特集号』を刊行され、週刊マーガレットでは同年のNo.17から『千葉真一物語』が連載されるなど、人気はさらに上昇していった。海外でもオンエアされ、ブルース・リーは千葉の大ファンとなり、その活躍に深い興味を示して共演の申し入れをしてきたが、リーの突然の死により実現しなかった。千葉のアクションやスタントを観てから熱狂的なファンとなったジャッキー・チェンは、千葉のようなアクションスターになる夢を抱いていた。
（⇒ #ファン（海外））
香港・タイ王国で『東京-ソウル-バンコック 実録麻薬地帯』（1973年）、『激殺! 邪道拳』『ゴルゴ13 九竜の首』（1977年）、『HAKEN 覇拳 ふりむけば修羅』『地雷原 A mine field.』（1992年）など、千葉の主演・監督作品がロケーション撮影された際には現地で大歓迎されている。中島貞夫は『東京-ソウル-バンコック 実録麻薬地帯』をタイの製作会社からの資本参加を得てロケができた理由の一つに、『キイハンター』が当地で放送されており、千葉の人気が高かったことを挙げている。
（⇒ #ファン）
共演者の野際陽子は「ともかく熱意が凄くて、ケガすると普通はビビるのがそれ位以上のことに挑戦して成功する“怖いもの知らず”。でもサボテンだけは怖いんですって」と証言している。千葉に比べると役者として駆け出しだった野際だが、放映し始めた頃のギャラは多くの映画に主演経験のある千葉より高かったので、「追い越してやる」と奮起させてくれる間柄でもあった。
谷隼人は「千葉さんは『キイハンター』で身体障害者のファンが増えた。“あなたのアクションは私たちの夢です”と言われ、自分のアクションが希望を与えるならと一層刺激を受けていた。彼らの施設にも寄付をしていた」、
大川栄子は「俳優にならなかったら、体育の先生になっていたと、よく基本を教えてくれる」と言っている。
（⇒ #音楽）
宮内洋は千葉が爆発の中を駆け抜けるシーンを横のアングルから見ていた時、「カメラを通して観るように」と言われ、安全のために千葉は火薬と距離を取りアクションをしていたが、レンズの位置からみると「今にも火薬でやられてしまうような迫力だった」とその迫力の違いに驚愕していた。『仮面ライダーV3』のオファーを受けた宮内は演技づくりのために『仮面ライダー』を何本かみて、「“アクションの神様”である千葉真一さんから教えを受けた私なら、変身前のアクションシーンをもっと盛り上げられると思った」とその影響を認めている。このほかにも「（V3の）アクションシーンで必ず手袋を着用したのは怪我を防ぐためだが、これは千葉さんのアイデアを取り入れたものだ」と、アクションのノウハウを千葉から享受されていた。
（⇒ #アクションスター）
1969年、『キイハンター』を休んで映画『日本暗殺秘録』に主演。TBSやファンから復帰の要望が高まっていたが、風間洋介のイメージから脱皮しようと同作に賭ける思いはとても強かった。中島貞夫と打ち合わせしながら小沼正を創り上げていき、撮影見学に来ていた小沼本人からもその演技は太鼓判を押された。同作で京都市民映画祭の主演男優賞を受賞し、これが「様々な作品に出演していくためにも。『キイハンター』を卒業しよう」と決意することとなる。降板をボス役の丹波哲郎に申し入れ、丹波と東映は続けたかったが、丹波は「千葉が居ないのでは『キイハンター』は成り立たない。だったら一度番組を終わらせよう」と理解を示し、大ヒットしていた同ドラマは1973年に終焉。千葉は「丹波さんの決断にとても感謝している」と述懐している。

### ジャパンアクションクラブ (JAC)
1970年、アクション・擬斗を演じる相手やスタントマンの不足に悩み、アメリカ映画で活躍するような俳優・スタントマンの育成、若年層の教育に関心を持っていたことから、ジャパンアクションクラブ (JAC) を設立。結成式には若山富三郎が駆けつけてお祝いをしていた。主な門下生には春田純一・金田治・西本良治郎・山岡淳二・大葉健二・高橋利道・栗原敏・井上誠吾・志穂美悦子・真田広之・甲斐将馬・関根大学・稲田龍雄・斉藤一之・黒崎輝・崎津隆介・山田一善・山本亨・渡洋史・高木淳也・伊原剛志・西田真吾・堤真一・真矢武・土家歩・村松美香・山口祥行らがおり、俳優・アクション監督・スタントマン・スーツアクターで活躍する人材を輩出。指導者には千葉真一自身のほか、日本体育大学のOBがアクション・スタントの為のトレーニング、石橋雅史が空手道をそれぞれ教えていた。
（⇒ #''空手道''）
千葉真一の親友・夏八木勲や、桜木健一、ら所属していない俳優も練習に通っていた。共に格闘映画を製作してきた橋本新一（脚本家・助監督）は「東映の大部屋俳優だけでは千葉真一との擬斗を活かせることができなかったから、JACを作ったことで格闘映画の質は向上した」と評している。
トップスターでありながら、志穂美悦子の『女必殺拳』、真田広之の『忍者武芸帖 百地三太夫』『吼えろ鉄拳』『伊賀忍法帖』、大葉健二の『宇宙刑事ギャバン』、黒崎輝の『伊賀野カバ丸』『コータローまかりとおる』、村松美香の『旅少女』など、教え子たちの主演作品に助演として出演することも多い。共に格闘映画を製作してきた橋本新一（脚本家・助監督）は「東映の大部屋俳優だけでは彼の擬斗を活かせることができなかったから、JAC を作ったことで格闘映画の質は向上した」と評している。
30代前半でJAC創設を経て育成を続け、志穂美悦子の『女必殺拳』、真田広之の『忍者武芸帖 百地三太夫』『吼えろ鉄拳』『伊賀忍法帖』、大葉健二の『宇宙刑事ギャバン』、黒崎輝の『伊賀野カバ丸』『コータローまかりとおる』、村松美香の『旅少女』など、教え子たちの主演作品に助演。自身がトップスターでありながら、後進の活躍に華を添える姿勢は、当時の映画スターでは珍しいことであった。
（⇒ #転機・#演劇・#ファン（国内））

### ヤクザ映画
1966年から始まった『子守唄シリーズ』を成功させていたが、1973年の『仁義なき戦い 広島死闘篇』がそれまでのイメージを一新することとなる。
配役は予科練出身のヤクザ・山中正治に決まり、セリフも全て覚えて撮影に入る直前だった。しかし狂犬のようなヤクザ・大友勝利を演じることが決まっていた北大路欣也が「大友はちょっと自信がない。山中なら理解できる」「大友は粗暴で下品すぎて、どうしても自分では演じられない。山中をやらせてほしい」と言い出し、配役の交代を要求した。このようなリクエストは二度目で、北大路は戦前からの大スターで東映の役員を兼務していた市川右太衛門の御曹司であることから、東映は北大路の求めを幾度となく受け入れてきた。
そのため日下部五朗と宣伝担当者らは千葉を突然訪ね、「山中と大友を交代してもらえないか」と調整することになる。『日本暗殺秘録』に続いて『広島死闘篇』の脚本を執筆した笠原和夫は、小沼正の一面を山中のキャラクターに取り込んでいたこともあり、東映と笠原は「小沼を好演して受賞した千葉に山中を演じさせよう」とキャスティングしていた。このような経緯から千葉も、小沼と山中に共通点を見出して役作りしてきたため、初めは交代に難色を示す。深作欣二は主役を二度も譲らざるを得なかった、その心情を「さぞ悔しかったはずだ」と思い遣っている。
（⇒ #アクションスター・#転機）
一方で深作は「毛並みがいいというか、血筋がいいというか、欣也にはヤクザ特有のヤニ臭さがない。だから山中はできても、大友を演じることは逆立ちしてもできない」と見抜いており、「千葉に大友を演じさせるほうが、絶対おもしろくなる」と考えていた。深作が配役の入れ替えに反対していないことを知り、その意図を想像して「似たような役を再び演じることは、俳優として停滞するのではないか」と再考する。最終的に「役作りをし直すから、少し後に出番をずらしてほしい」と交代を了承した。
この時、中島貞夫も「大友をやるべき」と説得しており、「千葉ちゃんはサクさん（深作欣二）ともよく付き合っていたけど、肝心なところでは僕の意見を聞いてくれた」と話している。
ブロマイドの売上げが俳優部門で4年連続No.1のアイドルでもあったが、過激なセリフに悩みながら「これまで良いと思ったものを全て捨てる」という姿勢で、サングラスを常時掛けて眼を隠し、唇を裏返しにして糊付けするなど、役柄にふさわしい演技・扮装を工夫した。そして作り上げた大友勝利はシリーズ中1, 2を争う名キャラクターとして人気をつかんでおり、後のヤクザ映画でも「『仁義なき戦い』の千葉真一さんがやった大友勝利のような」と影響を与え続け、ヤクザ役のひな型となっている。封切り公開されると千葉のイメージチェンジは話題となり、俳優座養成所1期生で千葉と何度か共演している岩崎加根子などからも絶賛され、それを聞いた千葉は「とても自信がついた。悪役の妙味を知ることができ、実に大きなものを与えてくれた作品だった」と語っている。大友勝利は人気キャラクターだけあって主人公にした企画が出され、『仁義なき戦い 頂上作戦』にも大友で出演する予定だったが、『広島死闘篇』と同時進行で『柔道一代シリーズ』以来、10年ぶりの格闘映画にクランクインしたため、『仁義なき戦いシリーズ』の再出演は実現しなかった。
（⇒ #転機）
多くのヤクザ映画を手掛けてきた俊藤浩滋は「役者でいうと高倉健タイプかな。（ヤクザ映画で）行動派を演じさせれば、ピッと光るものがある」と評している。

### 格闘作品
1963年から始まる『柔道一代シリーズ』に主演したのが最初の格闘映画で、第二作『柔道一代 講道館の鬼』（1964年）の乱闘シーンで肩を骨折してしまった。1963年11月には『空手風雲録』の撮影に備え、空手道場で跳び蹴りを繰り出す姿が残されている。
（⇒ #極真カラテ・#アクション作品・#空手道）

Sonny Chibaのサイン

1973年の『ボディガード牙シリーズ』で、10年ぶりに格闘作品へカムバック。翌年の『激突! 殺人拳』は、ヤクザ映画が下火になっていた東映にとって、久々の大ヒットを飛ばす作品となった。アメリカ合衆国・ヨーロッパ・オーストラリア・カナダの映画会社も『激突! 殺人拳』を買い付けに来ていた。なかでもニュー・ライン・シネマは当初ヤクザ映画を購入するつもりだったが、本作を見て心変わりし、「ブルース・リー以上だ。素晴らしい」と評して興行権を買い取り、『The Street Fighter』とタイトルをつけ、千葉をSonny Chiba（サニー ちば）とネーミングし、アメリカ国内で興行を開始した。この後、ニュー・ライン・シネマは次々と千葉の作品を興行していく。
（⇒ #Sonny Chiba）
千葉真一の作品が欧米で大ヒットした要因として 、「リーの舞踊劇的な功夫と違い、ワザと力もより本物に近く、迫力がある」「器械体操を利用した、トランジスター的器用さが面白い」と評されており、計四作の『殺人拳シリーズ』として封切りされた。忍者の末裔に扮した同年の主演作『直撃! 地獄拳』は、千葉のスピードあるアクションと石井輝男のユーモアとウィットを盛り込んだ演出が組み合わされた作品で、1974年度に4億1700万円の配給収入を上げ、同年度の日本映画配給収入ランキング第5位に入り、アメリカでは『The Executioner』というタイトルで1999年現在、10万本以上のビデオが売れている。
（⇒ #海外進出・#空手道）
海外ではマーシャルアーツの大スターである"Sonny Chiba"の熱狂的な人気は根強、キアヌ・リーブス、クエンティン・タランティーノ、リュ・スンワン、らの著名人の熱烈なファンがおり、谷川貞治は「千葉さんの映画のおかげで格闘技人口がかなり増え、格闘技界の宝だ」と述べている。
（⇒ #追悼（アジア）・#ファン（海外））
岡田茂 (東映) は「（主人公と）牛との格闘を欧州ではびっくりして、えらく受けている。ショウ・ブラザーズが千葉真一の空手映画を購入してシンガポールでも大ヒット。東南アジア映画祭でジャカルタへ行ったときも、抜群の動員力と人気を上げていた。千葉くんの空手が入って、東南アジア全域で当たり、すごい人気だ。東洋でナンバーワンなんだから、あのアクションをやらせたら世界に（千葉真一以外）いないんじゃないかな」と世界各地の人気・商況・反響を語っている。この頃フランシス・フォード・コッポラは「千葉真一とアル・パチーノの共演で映画を製作したい」と東映へオファーし、千葉も「海外で勝負させてください」と岡田に懇望したが、「まだその時期ではない」と認められなかった。
（⇒ #海外進出）
『けんか空手シリーズ』や『子連れ殺人拳』で千葉とタッグを組んだ山口和彦は「常に自分しかできないアクションを見せることに徹していた。熱心な男で現場でいろいろなアイデアを出してくる。全てのアイデアを聞き入れることはできなかったが、自分がアクション映画を変えるんだという、その意気込みは凄かった。そうやって彼は自分の代わりが居ないところまで到達したからね。千葉真一というアクションスターは永遠に残っていくよ」と評している。
（⇒ #Sonny Chiba・#空手道）

### 人間ドラマ
アクションスターとして大画面をいっぱいに暴れまわっていた同時期、アクション・格闘・スタントを主としない対照的な作品に主演をし、静の演技を見せ、主戦場のアクション映画・アクションドラマで魅せる姿とは対照的であった。
1976年のドラマ『七色とんがらし』を皮切りに、1978年には鎌田敏夫脚本の『十字路』に主演し、不器用ながら朴訥な男を演じていた。
インタビュー番組を視聴した山田太一は、（千葉真一に）侍だけでない一面を感じ取り、主演ドラマを書き下ろしたのが、1986年の『深夜にようこそ』である。サラリーマンの悲哀を感じさせる中年を丁寧に演じ、長ゼリフを淡々と、しかし静かに感情を込めながら、発していた。その3年後にも山田とタッグを組み、主演したのが『夢に見た日々』で、挫折を引きずり続ける男に扮し、真実味を与えていた。
いずれもキャリアを積んだ千葉真一の役者としての成熟を感じさせる人間ドラマである。
（⇒ #ジャンルを越えた活躍）

### 時代劇
1978年から本格的に時代劇へ進出するが、1963年の『八州遊侠伝 男の盃』以来であった。木刀で殺陣の練習を1日8時間行い臨み、主演映画『柳生一族の陰謀』では20mの崖から川へ飛び込むスタントをした。この作品は千葉が『裏柳生』というタイトルで深作欣二へ提出した企画がベースになっている。深作は従来の時代劇でなく、もっとテンポのあるアクション時代劇を作りたかったので、その期待に応えられる俳優は千葉真一、ただ一人しかないと見定めていた。2012年のハリウッド映画『アベンジャーズ』のサミュエル・L・ジャクソンが、扮した役柄は千葉の柳生十兵衛を参考としているなど、後世の作品にも影響を与え、根強い人気がある。しかし十兵衛で長時間、左目に眼帯をしていたため千葉の右目は酷使され、視力を失い、人工レンズを入れる代償も払っていた。
（⇒ #ジャンルを越えた活躍・#ファン）
千葉真一演ずる剣豪・忍者は、空手や器械体操の技を取り入れたアクロバティックな殺陣で、人気を得ている。その身体能力を活かしたド迫力の殺陣を時代劇の芝居に持ち込み、これまで表現できなかったアクロバティックな動きが、時代劇の殺陣で観れるようになった。時代劇の表現が定形化し、大人しくなっていく中で、新たな可能性を追求・挑戦し続けたスターである。
2007年の『風林火山』を「いままで大河ドラマに不思議と縁が無く、ようやく（出演のオファーが）来たかと思った」と語っており、共演した内野聖陽は
| 「 | 思い出に残るシーンは、それはもちろん千葉真一さんとの殺陣でしょうね。僕も殺陣が非常に好きで普段から稽古しているんですが、千葉さんといえば世界的にも有名でアクションも凄いじゃないですか。そういう方と殺陣ができるのが、うれしくてしょうがなかった。千葉さんは「どっからでもかかっていらっしゃい」という感じで、どっしりと構えている。僕もこの大きな胸を借りて、思いっきりやってやれという感じで、やらせていただきました。千葉さんはすごく情熱的な方で、収録が終わっても若い人を集めて酒を飲みながら、演技について語っているんですよ。その仲間に僕も入れていただいて、電気が消えて「早く出て行ってください」と言われても、ひたすら飲んで語っていました（笑）。殺陣の極意をいろいろ聞かせていただいて、楽しかったですね。視聴者の方にはお教えできないテクニックも教わって、いろんな意味で勉強になりました（笑）。 | 」 |

と語っている。
市川猿之助は『風林火山』がテレビドラマ初出演だったが、「現場がよかった。千葉真一さんは僕に付きっきりで、映像のことを教えてくれた」と撮影時の様子を振り返っている。

### 演劇
1980年代、定期的にJACミュージカルを公演し、成功を収めていた。大地真央や少年隊も観劇に来場しており、宝塚歌劇団を退団したばかりの大地は今後どういう方向性で行けば迷っていた頃で、「千葉さんにどうしてもご挨拶をしたい」と要望し、楽屋を訪ねて「刺激を受けました」と伝えている。（⇒ #ジャンルを越えた活躍）
JACの設立当初は吹き替えせずにアクションを演じられる俳優・スタントマンを育成する場だったが、ウエスト・サイド物語に感動して「いつかはミュージカルをやりたい」という夢を抱いていた、「肉体は俳優の言葉」というポリシーに「五体で喜怒哀楽を表現する」を加えて生徒を育てていく、「役者を育てるにはミュージカルが一番だと気づいた」、などミュージカル公演は悲願のひとつであった。高平哲郎は1980年代後半からミュージカルやショー関係の舞台が多くなってきたときに、「脇を固めてくれるダンサーや役者は、ほとんどがJAC出身者か劇団四季の退団者だった」と述べている。（⇒ #転機・#ジャパンアクションクラブ (JAC) ）

### 外国作品

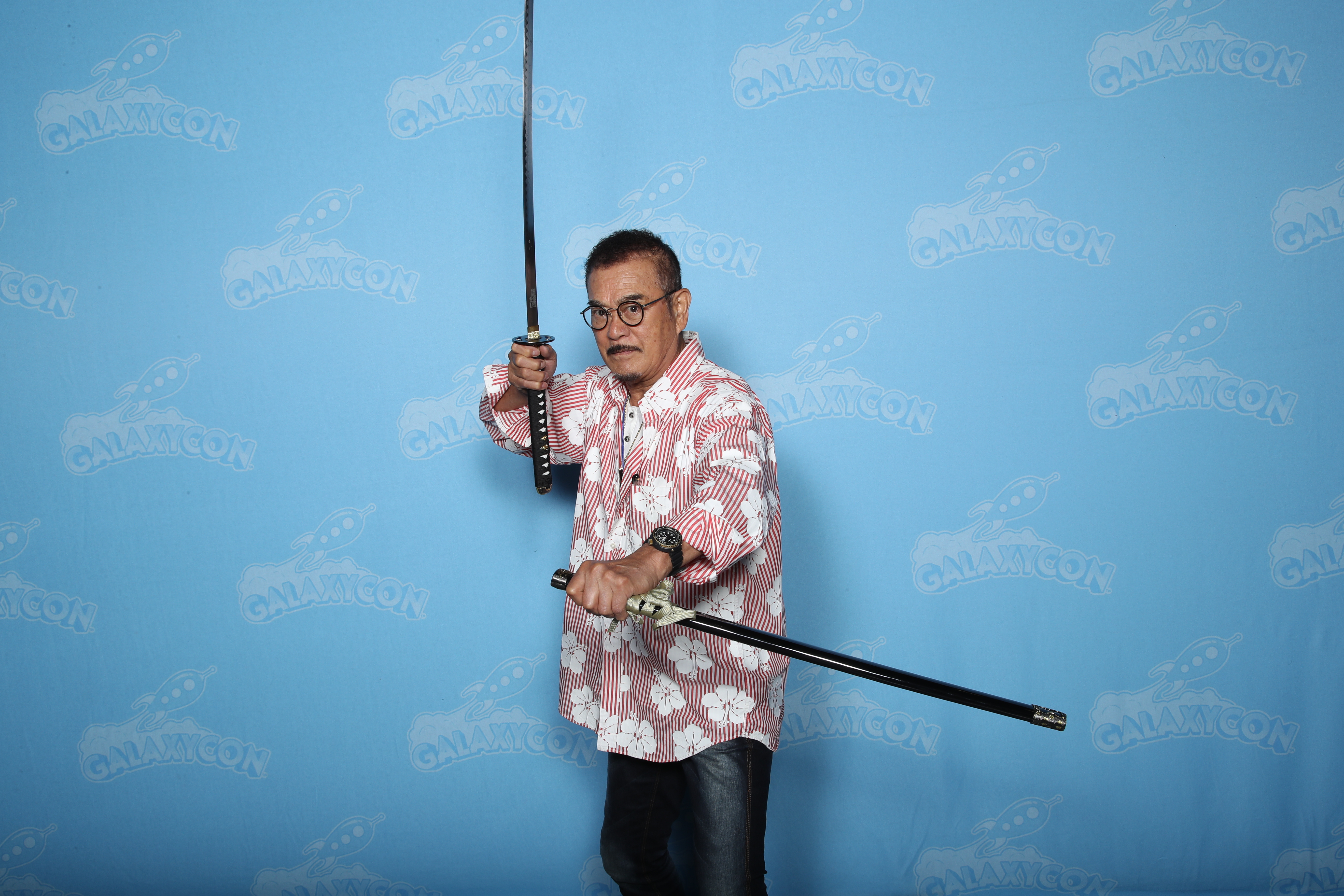
ギャラクシーコン・ローリーのイベントで『キル・ビル』のザ・ブライドモデルの刀を構える（2019年）。

1966年以降、日本と外国の合作映画や海外資本の作品に主演し始め、1973年から主演し始めた格闘映画が国内外でヒットし始めると、アメリカらオファーが来たものの、東映の反対により進まなかったが、1990年代初頭に『エイセス / 大空の誓い』皮切りに、外国作品に出演し出した。
ハリウッド映画だけでなく、他の外国作品にも出演しており、香港映画では『風雲 ストームライダーズ』が代表作である。
2003年、クエンティン・タランティーノのアメリカ映画『キル・ビル』では“百代目 服部半蔵”として出演と、ユマ・サーマン、ルーシー・リューらハリウッドスターへ剣術指導をした。サーマンは「Sonny（サニー）は大好きよ。私にとって彼は大スターだし、偉大な俳優だと思う」と、一方のリューは「Sonnyは本当にいろいろなことを教えてくれた」と、それぞれ語っている。
後輩の松方弘樹は千葉が海外で活躍している要因を
| 「 | むちゃくちゃ仕事熱心な方です。しかも弱音を吐いたところを聞いたことがない。映画の現場では遅刻もしなければ、現場から早く自宅に帰ることもない。まじめなんですね。本当に頭が下がる思いです。もう一つかなわないことがあるんです。僕は割と交友関係は広い方なんですが、千葉さんは僕以上に友達が多い。だれとでもすぐに友達になるんですよね。ホントうらやましい。ハリウッドにポンと挑戦できちゃうのも、気さくな性格とこの交友関係の広さなんでしょうね。 | 」 |

と評している。

## 人物

### 器械体操

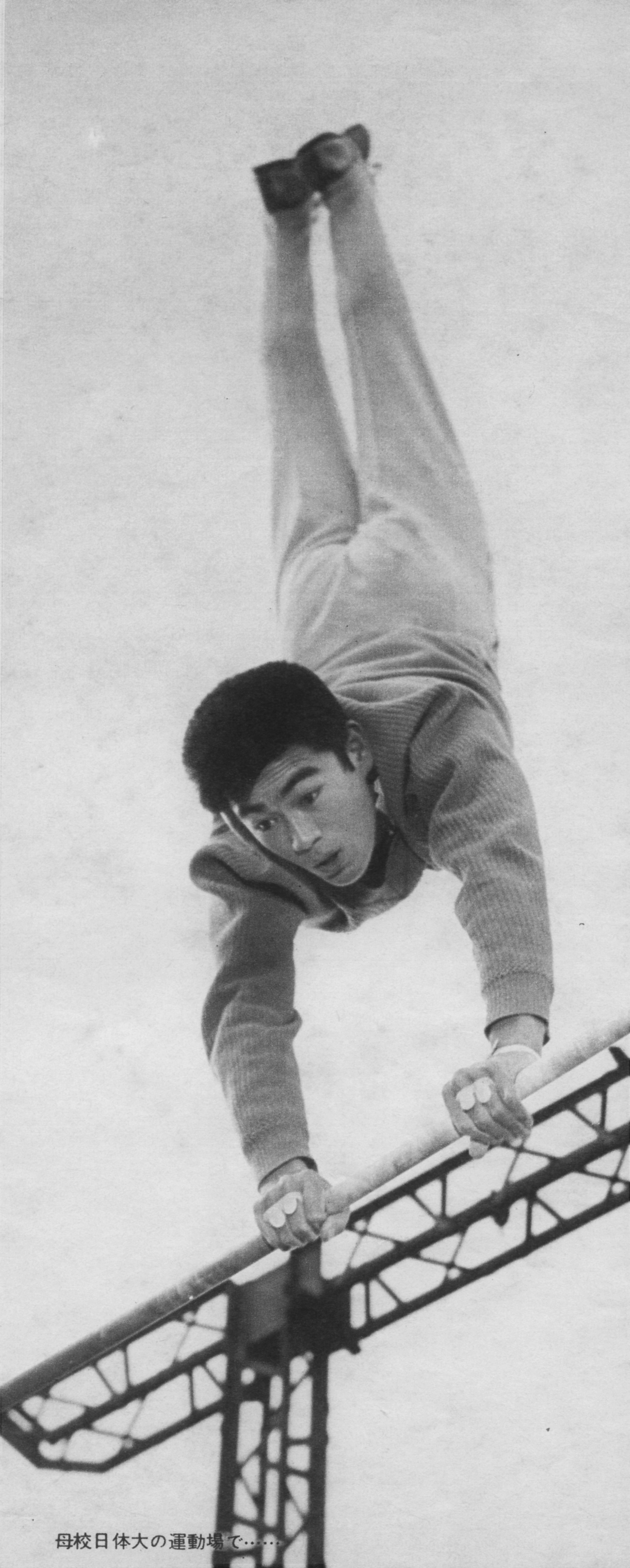
鉄棒で大車輪をする（日本体育大学にて、1961年）。

君津市立君津中学校へ進学すると、進路に影響を与えることとなる体育教師の松本と出会う。松本は千葉を陸上競技・バレーボール・野球（投手で4番打者）など、複数の大会に出場させていた。1952年ヘルシンキオリンピックが開催されると、日本勢が体操競技でメダルを獲得したことにより、一大ブームが発生する。松本はその時勢に乗り、「体操部を創るから部員になれ」と勧誘したので、運動部を掛け持ちしながら練習し始める日々となった。勧められての体操競技だったが、やがてオリンピックで日の丸を掲げたいという夢を抱くようになり、松本に相談すると「体操するなら木更津一高へ行け」とアドバイスされた。進学校のため躊躇していると、松本は練習後にも勉強をみてくれる先生を手配し、その甲斐有って合格。1年生で全国大会上位入賞、3年生で全国大会優勝を成し遂げた。
（⇒ #オリンピックを目指して）
1957年、日本体育大学体育学部体育学科へ進学。同級生には1964年東京オリンピックの跳馬金メダリストの山下治広がおり、ヘルシンキオリンピックの跳馬銀メダリスト・竹本正男に指導を受けた。オリンピック出場を目指して練習に明け暮れていたが、独力で通学することが条件だったので、学費を稼ぐために時給が高い土工や引越しのアルバイトを、身体鍛錬も兼ねて並行していた。大学2年生の夏、跳馬の着地で失敗し、腰・両膝を痛めてしまう。練習とアルバイトの掛け持ちで身体を酷使していたことも加わり悪化し、医者から「1週間運動禁止」と宣告された。1週間も練習を休めば差がつくこの時期に、選手を続けることが困難となる。山下は「日本の体操選手が不得意にしているあん馬が彼は得意だった。でも大学二年の秋、跳馬の練習中に着地を失敗してアキレス腱と腰を痛めてしまって…。あのまま体操を続けていれば、間違いなく東京オリンピックでメダルを獲得できたのに惜しかった」と評し、その実力・才能を惜しんでいる。
（⇒ #オリンピックを目指して・#2010年代・#体操界・日体大）

### 空手道
東映に入る前から大山道場に通っており、きっかけは日体大学生の頃、大山倍達を知っている韓国人から紹介を受け、入門した。主演格闘作品で、幾度となく敵役を演じていた石橋雅史は、極真カラテの先輩にあたる。大山は「学生時分から千葉は道場へ来ており、仕事の関係でまとまった稽古をしていないまでも、門下生の序列でいうと相当古い方になるんだよ」と語っており、大山と組手もしている。
名誉段位ではなく、一般門下生と同様に昇段審査を受けており、1965年10月15日に黒帯（初段）を允許。山崎照朝は大学生の時に、極真会館本部道場で一緒に修練したと証言している。1977年2月3日に弐段を越えて飛び段で参段、1984年1月20日に四段へ昇段した。
（⇒ #極真カラテ・#格闘作品）
1977年3月16日に空手道による真剣勝負をすることが発表され、4月にハワイで開催された「日本代表極真会館チーム対ハワイ代表チーム」というフルコンタクト空手の対抗戦に参戦した。他の日本代表メンバーには大石代悟・二宮城光・東孝・中村誠などがおり、対戦相手は「前アメリカ東海岸空手チャンピオンのグレッグ・カーフマン」という180cm以上あるネグロイドであった。通常の空手技の他に、跳び右後ろ回し蹴りや胴回し回転蹴りの元となった前方宙返りして踵で蹴るなど攻撃して、第2ラウンドに二段蹴りでKO勝ちを収めた。結果的に同年5月14日に国内で封切り公開された『空手バカ一代』の宣伝にもなった。大山倍達は「千葉真一の空手映画は欧米で非常なブームとなっており、本職の空手家らの『Sonny Chiba（サニー ちば）の空手は本物』という批評が聞かれていた。極真カラテの黒帯である千葉だからそれも当然で、この対抗試合に出場してその実力を示したのは立派と言うしかない」と述べている。
（⇒ #Sonny Chiba・#2022年）
1984年1月20日 - 22日に開催された極真会館主催の第3回オープントーナメント全世界空手道選手権大会では志穂美悦子・真田広之らジャパンアクションクラブ (JAC) メンバーを率い、演武とテレビ中継のゲスト解説をした。同年8月、極真会館ブラジル支部長・磯部清次の招待により、志穂美・真田・大葉健二を連れてサンパウロへ行き、25日 - 26日に開催された第1回日伯・第8回ブラジル極真空手道選手権大会でも演武を行った。
（⇒ #極真カラテ）
日本・アメリカ合衆国・東南アジアと世界各国で後進の育成・空手道普及の活動をしており、毎年10月には旧武徳殿がある京都市武道センターで少年少女オープン空手道選手権大会「千葉真一総裁杯」を催している。『新 影の軍団シリーズ』で共演した高野八誠は「最終章のラストシーンで千葉さんと殺陣をするんですが、休憩中に千葉さんが後ろ回し蹴りを見せてくれて、すっごい感動しましたね。動きは昔と変わってないなって、改めてビックリさせてもらいました」と、当時66歳の千葉について語っている。
（⇒ #格闘作品・#時代劇）
『キネマ旬報』のライターである荻原順子は子供が小学生の時に、新田真剣佑・眞栄田郷敦と同じロサンゼルスに在る極真カラテの道場に通わせていたので、稽古や昇級試験を見学しにきた千葉真一と会っている。そこの先生は弐段だったので、千葉が訪れると大いに緊張し、恐縮していたが、介することなく「みんな、頑張って！押忍！」と極々短く挨拶。気さくに居合わせた他の親たちに話しかけ、子供たちのスパーリングをにこやかに眺めていたのが印象的だったと、荻原は述べている。
（⇒ #最期・#追悼（海外）・#家族）

### ファン

#### ファン（国内）
日本では秋山幸二・いしだあゆみ・今井雅之・小倉久寛・尾崎将司・竹中直人・吉川晃司・関根勤・園子温・高平哲郎、吉本真由美、などのファンがいる。
秋山幸二は「あなたにとってサムライとは？」という問いに「千葉真一の柳生十兵衛は、生きるか死ぬか究極の真剣勝負というイメージがいい」と評した、いしだあゆみは雑誌の表紙撮影で対面したときに「わたし、千葉さんの大ファンなんです」と伝えており、テレビドラマ『雪の朝に』（1987年）にて、いしだは千葉の恋人役で念願の共演を果たし、映画『闇の狩人』（1979年）や千葉主演のテレビドラマ『おわこんTV』（2014年）でも共演した。今井雅之は子供の頃、友達と『キイハンター』ごっこで遊ぶときには、千葉に扮するほどの熱狂的なファンである。
（⇒ #2010年代・#キイハンター・#時代劇）
小倉久寛はアクションヒーローを聞かれ、「千葉真一さんです」と回答。尾崎将司は千葉の『影の軍団シリーズ』を好み、千葉演ずる主人公が敵を倒す前に唱える“天魔覆滅”を“無”と解釈し、「パターの前に“天魔覆滅”と発して打つとリズムが出ていい」と語っている。吉川晃司は「（千葉を）憧れのヒーロー」と答え、竹中直人はアクション作品の憧憬として、心に残るアクションスターに千葉を挙げている。吉本真由美は、千葉が主演映画『魔界転生』のプロモーションで『2時のワイドショー』に出演した際、司会の奥田博之から「この吉本くんは大変、千葉さんのファンでしてね。（前日から）眠られない、眠られないと。自分が好きな俳優さんが来られると、この人（吉本）はものを言わなくなってしまうんですよ」と紹介されている。
（⇒ #アクション映画・#キイハンター・#格闘映画・#時代劇）
ジャパンアクションクラブ (JAC) に1980年代初期までに入団したメンバーのほとんどが千葉の勇姿に憧れた者ばかりで、春田純一・大葉健二・志穂美悦子・関根大学・山田一善・渡洋史、などがいる。
（⇒ #ジャパンアクションクラブ (JAC) ）

#### ファン（海外）
日本国外の熱烈なファンにはキアヌ・リーブス、クエンティン・タランティーノ、サミュエル・L・ジャクソン、ジャッキー・チェン、ジャレッド・フェルナンデス、ジョナサン・ノーラン、ブルース・リー、マイク・タイソン、リュ・スンワン、インドネシアの格闘家・俳優のヤヤン・ルヒアン、らがおり、世界の映画人・著名人に影響を与えている。
キアヌ・リーブスは「僕はSonny Chibaの映画とともに育ったようなものなんだ」、「『The Street Fighter』からアクションと芝居を学んだ。僕は映画用のカンフーならできるけど、サニー千葉は実際に人をボコボコにできる。情熱を感じる」と語り、リーブスの主演映画『ジョン・ウィック』のプロモーションで来日した2015年10月に千葉と待望の対面を果たした際には、"Oh my god!"を連発、固い握手を交わし、「ハジメマシテ、マエストロ（巨匠）！」と低頭して挨拶。「あなたはキャラクターを演じるだけでなく、そこにアクションを盛り込んだ。屈強なキャラクターにもあなたが演じると心が感じられる」と身振り手振りを交えながら、リーブスは終始嬉しそうに大はしゃぎしていた。
クエンティン・タランティーノはアメリカ映画『トゥルー・ロマンス』で主人公が『激突! 殺人拳』を映画館で観て、部屋には『カミカゼ野郎 真昼の決斗』、『東京-ソウル-バンコック 実録麻薬地帯』のポスターを貼るなど、千葉の熱狂的ファンである主人公を描いている。サミュエル・L・ジャクソンは初めて千葉に会った時、直立不動で「サインをください」と頼んでいた。千葉が『パルプ・フィクション』の撮影現場を訪問した際、いつもは自信満々で堂々としているジャクソンも、このときばかり緊張を隠せなかった。
ジャッキー・チェンはスターとして認められだした頃に東映京都撮影所へ出向き、千葉を表敬訪問して念願であった対面を実現した。ジョナサン・ノーランは「千葉真一の作品を見て育った」と答え、広島東洋カープの投手で映画プロデューサー転身の夢があるジャレッド・フェルナンデスは「中学時代から、Sonny Chibaの映画をよく見ていた。いい映画を作って彼を呼びたい」と言っている。ブルース・リーは『キイハンター』で千葉を知っており、大ファンとなったリーは、共演をオファーしていた。
マイク・タイソンは1990年に試合で来日した際、練習の合間に飯田橋のレンタルビデオショップへ行き、「シンイチ・チバ（千葉真一）の映画はどれ？」と同行した日刊スポーツの記者・首藤正徳に尋ね、上機嫌で計10本を借りて、ホテルへ戻ったが、首藤は「（タイソンは）連日の不調ぶりがウソのように明るかった」と述べている。リュ・スンワンは『キネマ旬報』の2015年12月下旬号で対談した際、千葉から『仁義なき戦い 広島死闘篇』のDVDにサインをしてもらい、「今日はDVDを持って来られなかったのですが、千葉さんの『激突! 殺人拳』が本当に好きなんです。僕があまりにも見ているので、うちの子供たちもテーマ曲を口ずさむことができる。お会いできて光栄です」と喜びを語っている。ヤヤン・ルヒアンは映画『ザ・レイド』のプロモーションで2012年に来日した際、「千葉さんのアクションは本当に勉強になります」と日本が誇る世界のアクションスターに敬意を表した。（⇒ #キイハンター・#格闘映画・#時代劇・#外国作品）

### 交友

#### 交友（国内）
深作欣二・高倉健・大山倍達を「人生で最も影響を受けた特別な存在で最も敬愛する人物」と語り、尊敬する俳優に「ジェームズ・ディーン、ジャン＝ポール・ベルモンド、高倉健、若山富三郎、ゲイリー・クーパー」、「親友は夏八木勲」を挙げている。
（⇒ #2022年）
1967年の映画『あゝ同期の桜』で知己を得て以来、最も共演が多い夏八木勲は千葉を、
| 「 | 新人で京都にきたばかりで挨拶の仕方も知らなく、そんな僕を千葉ちゃんがいろいろと面倒みてくれた。「何も知らない奴だから、あまりいじめないでくれよ」と周囲に言ってくれたんです。お陰で見知らぬ京都でかなり過ごしやすくなったので、本当に感謝しています。千葉ちゃんのそういう性格はもちろんだけど、あそこまで自分の肉体を意のままに操れるよう、鍛えていたことに僕はビックリしてね。千葉ちゃんから「JACでアクションの練習をしているから、なっちゃんも暇があったら来てみない？」って誘われたので、時間がある時は練習場に行って、紛れて一緒に鍛えたりしていました。 | 」 |

と評しており、千葉と夏八木を知る関係者も「夏八木さんの口からは、千葉さんを絶賛する言葉しか聞いたことがない。千葉さんも夏八木さんを『僕の人生の中で最高の俳優』と認めていて、事あるごとに仕事に誘っていた。互いによき理解者で、尊敬し合えるかけがえのない友だった」と証言している。
深作欣二は「ともかく熱心だった。特にアクションシーンになると、自分からアイデアを出して急にイキイキしてくる。スティーブ・マックイーンみたいになりたいというのが口癖だった」、東映ニューフェイスの先輩でもある高倉健は「お互いに無口なところが妙に気が合ってね。普通なら男同士、酒でも飲んで語り合うもんだが、酒を飲めない俺に気を使ってか、喫茶店でコーヒーを飲んだりメシを食いに行ったりで、内気な恋人同士のデートみたいだった。それでも楽しいんだなあ」、同期の亀石征一郎は「方言が抜けないから研修が終わっても、一人で発音の練習をしていたのが印象的だった」と語る。
デビュー当時から相談に乗っていた潮健児は「東京オリンピックのあった昭和39年（1964年）前後に一番悩んでいた。日本体育大学の友人はオリンピックで名を上げ、『網走番外地』で高倉健さんがスターになった。映画をやめたいと漏らしていた」と苦悩する様子を、鶴田浩二は「融通の利かないところが損しているな。絶対に弁解しないから、誤解されやすい」と、それぞれ慮っている。
中尾彬は千葉県立木更津第一高等学校の後輩で、「前田さん（千葉の本名）」と挨拶する。日体大に在学していた千葉が教育実習で指導した生徒が中尾で、教師と教え子の関係でもあったが、理由もなく反抗して授業をよくサボっていた。芸能界で再会したときに、中尾は非礼を陳謝。中尾の出演ドラマ『二人の刑事』（TBS）を千葉が「観ているぜ」と言うと、中尾は「光栄です」と低頭する間柄である。
（⇒ #共演者）
特別後援者としてピラニア軍団に関わっており、軍団の結成式が1975年に大阪市の御堂会館で催され、深作欣二・渡瀬恒彦と共に立会った。千葉は舞台へ上がらず、カメラ片手に客席からメンバーに声をかけて裏方に徹し、場を盛り上げていた。そんな千葉に川谷拓三は感謝し「ワシ、生まれて初めてこんな派手なスポットライトを浴びましたわ。ホンマおおきに！」と号泣していた。

#### 交友（海外）
友人であるサミュエル・L・ジャクソン、クエンティン・タランティーノのほかには、スティーヴン・セガール、デニス・ヘイスバート、映画プロデューサーのデスティン・パフ、らと親交がある。セガールは流暢な大阪弁で「千葉先生、居てはりまっか？」などと頻繁に連絡してきており、パフは「Sonny Chiba（サニー ちば）のような伝説の俳優と組めるなんて、これ以上の幸せはない」と語っている。（⇒ #格闘映画・#ファン）

### 人柄
スポーツニッポン文化部次長だった脇田巧彦は「何事においても、とことん、のめりこむ性質で、適度ということを知らない熱血漢である」と評し、娘の真瀬樹里は「何があっても進んでいく前向きさと、映画への情熱は世界一。パパは私の誇り」と話している。高平哲郎は「打ち合わせ相手を待っていると、後ろのテーブルには千葉さんが女性と仕事の話をしながら、食事をしていた。思わず『高平です。ご無沙汰しています』と声をかけると、千葉さんは立ち上がり、笑顔で『お元気ですか』と答えてくれた。2回しか会ってない私にきちんと挨拶をしてくれるのが、千葉さんの真面目さと優しさなんだと思う」と記している。
日刊スポーツの記者は「圧倒的な存在感をオーラと呼ぶが、それを感じた」。堀田眞三は「かつて大流行した『カッコいい！千葉ちゃん！』の言葉通り、“カッコよさ”の象徴だった。国中を席巻したカリスマであり、正真正銘の映画スターとして、醸し出す雰囲気や存在感が全然違う。共演俳優や東映の後輩らも、威厳とパワフルで圧倒されるけど明るくて格好良いと言ってるし、滲み出る男を感じさせてくれる」。サミュエル・L・ジャクソンは「タフガイを演じる時には、いつも千葉さんの演技を参考にさせてもらっているんだ。カリスマ的な存在感のある、最高にクールな俳優だと思うよ」。あさ美は「かっこよすぎだし、オーラがすごいし、魅入っちゃった」。大木凡人は「とにかくカッコ良く情熱をもったスターです」。小泉孝太郎は「撮影現場に入られただけで、見えていないのにそれと分かる雰囲気を感じるくらい、ものすごい存在感でした。何かに例えるならば、サッカーコートジボワール代表のディディエ・ドログバのような。千葉さんが画面の前にお立ちになると、一気に何かが激変します」など、異口同音に「オーラやカリスマ性がある」と証言している。
真樹日佐夫は「とても折り目正しいところに、淡い好感をおぼえた」、「ニューヨークで酒を酌み交わした時、いくら飲んでも崩れを見せぬ見事な酒品だった」と述べ、平松伸二は自身の漫画が映画化されたときに、『ドーベルマン刑事』の撮影現場を訪れた際に対面すると、「まさかこんな若い人（平松）が漫画を描いているとはねえ〜！」「ホンネを言えば、ボクとかより松田優作くんなんかの方が加納にあってると思ってるんじゃないのかなァ！！」と笑いながら話しかけられ、「図星だった！千葉さんは正直で気さくないい人だ」と回想している。
戸田菜穂は1990年の『第15回 ホリプロタレントスカウトキャラバン』で、約3万4千人の応募者のなかからグランプリに選ばれるが、発表の直前に後ろで控えていると、審査員の1人だった千葉に「いつか共演しましょうね」と声をかけられ、「え、もしかして？！」と嬉しさや驚きを飲み込んだのが「芸能界での一番最初の思い出」と振り返っている。

### 好尚
趣味
高校在学中からハリウッド映画のファンで、アラン・ラッドの『シェーン』やゲイリー・クーパーの『真昼の決闘』など、西部劇・アメリカ映画を夢中で観ていた。水彩画。日記をつけている。愛車は日産・ブルーバード、フォード、白のフォルクスワーゲン1200（1963年型）とセダンに乗り始め、スポーツカーではマツダ・コスモスポーツ（白）とフォード・マスタング・Mach1、マーキュリー・クーガーへ乗り継いだ。トヨタ・カリーナのCMに出演した頃、トヨタよりカリーナの新車を毎年提供されていたので1年間乗った後、志穂美悦子や真田広之らジャパンアクションクラブ (JAC) のメンバーに譲っていた。
健康法
健康法は一日一食を心掛け、水素サプリメントを飲んでいた。
思考
「フリーメイソンリーの会員である」と『週刊文春』の2021年1月14日号で記事になり、「友達やまわりに何人もいたんで、いろいろと興味津々、探索しているところ」と取材に答えた。2022年8月19日付の『デイリー新潮』によると、日蓮正宗に帰依し、2019年3月11日付の御授戒と同年12月20日付の御本尊下付願があると配信された。

### 家族
父親は大刀洗町に在った陸軍飛行戦隊に所属する軍人で、母親は熊本県出身で学生時代に陸上競技をしていた。零式二号艦上戦闘機などのテストパイロットを務めていた父は、建造したばかりの航空母艦へ初着艦を成功させるなど、危険な重責業務で給料の半分が飲み代となり、家庭は裕福でなかった。
（⇒ #アクションスター）
4歳の時、父が千葉県木更津市へ異動となったため、家族で千葉県君津市へ転居した。終戦後、軍が解体され、父は漁業組合の役員へ転職したが、家計は厳しかった。小学生の頃から、新聞・牛乳配達をして家計を助けた。しかし「貧乏だったものの大自然に囲まれていたため、米以外は不自由せずにいろいろな食物を食べることができ、自分の土台となった」と述懐している。父は芸能界入りを猛烈に反対して勘当していたが、作品を観てからは考えを変え、その後は観るのを楽しんでいる。1971年初めには地元の君津市に実家を新築して親孝行をした。
（⇒ #オリンピックを目指して）
弟の矢吹二朗が中学生になると東京都へ呼び寄せ、学校にも通わせ、育ち盛りの矢吹にはご飯を食べさせ、自分はコッペパンに水という日々もあった。「ときどき兄貴の腕時計や無理して買ったテープレコーダーが無くなったのは、きっと質屋へ持って行っていたと思う。僕には心配させまいと、一言も言わなかった」と語る。
『キイハンター』で共演した野際陽子と1973年に結婚し、一人娘の真瀬樹里を儲ける。おしどり夫婦として有名だったが、ハリウッドで仕事が増え始めて拠点を移したい千葉と、日本に居たい野際の意志不一致から、1994年に離婚。記者会見を野際と一緒に行うなど憎みあっての離婚ではないため、真瀬共々良好な関係を続けており、真瀬とは『寺子屋ゆめ指南』、『風林火山 (NHK大河ドラマ)』で共演し、複数のトーク番組へ一緒に出演している。1996年に28歳年下の一般女性と再婚。長男・新田真剣佑と次男・眞栄田郷敦を授かり、アメリカ合衆国カリフォルニア州ビバリーヒルズに在住していた。2015年に一般女性と離婚したが、その女性とは真剣佑・郷敦ともども良好な関係を続けていた。
（⇒ #2010年代・#最期・#2022年・#2023年）

## 受賞
☆ノミネートを含む。
- ミスタースポーツモデル - ウェアモデル入賞（1958年）
- エランドール賞 - 新人賞（1962年）
- 日本映画製作者協会 - 新人賞（1967年）
- 京都市民映画祭 - 主演男優賞『日本暗殺秘録』（1969年）
- 京都市民映画祭 - 主演男優賞 『沖縄やくざ戦争』（1976年）
- 第2回日本アカデミー賞 - 優秀助演男優賞 『柳生一族の陰謀』（1979年）
- 第22回ブルーリボン賞 - スタッフ賞（1979年）

千葉真一とジャパンアクションクラブによる、日本映画のアクション技への貢献に対して）
- 第18回香港電影金像奨 - 優秀主演男優賞 『風雲 ストームライダーズ / 雄覇天下』（1999年）
- 第30回サターン賞 - 助演男優賞ノミネート 『キル・ビル』（2004年）
- 第25回ハワイ国際映画祭 - MAVERICK AWARD（2005年）

映画への貢献を称える特別賞
- 第15回日本映画批評家大賞 - ゴールデン・グローリー賞（2006年）[413]

日本映画の発展に貢献した俳優
- OKINAWA シネマ&ミュージックアワード - 映画部門功労賞（2006年）

「おきなわシネマ&ミュージックフェスタ2006」にて、映画の発展に貢献したクリエイターとして表彰
- 天草映画祭 - 風の賞 特別賞（2007年）
- SINGAFEST 2011〔ビッグフット・エンターテインメント主催〕- LIFETIME ACHIEVEMENT AWARD（2011年）

MARTIAL ARTS LEGEND Sonny Chibaを表彰
- 文化庁長官表彰（2020年）
- 第45回日本アカデミー賞 - 会長特別賞（2022年）

## 出演

### 映画

#### 国内
※太字は主演やスタッフ兼務作品。諸外国との合作映画は#海外映画を参照。社名のない作品は東映。

『宇宙快速船』のポスター

- 警視庁物語シリーズ（1961年）- 中川刑事
  - 警視庁物語 不在証明
  - 警視庁物語 十五才の女
  - 警視庁物語 十二人の刑事
- 風来坊探偵シリーズ（1961年、ニュー東映）- 主演・西園寺五郎
  - 風来坊探偵 赤い谷の惨劇
  - 風来坊探偵 岬を渡る黒い風
- 宇宙快速船（1961年、ニュー東映）- 主演・立花真一 / アイアンシャープ
- ファンキーハットの快男児シリーズ（1961年）- 主演・天下一郎
  - ファンキーハットの快男児（ニュー東映）
  - ファンキーハットの快男児 二千万円の腕
- 石松社員は男でござる（1961年）- 長島
- 次郎長社長と石松社員 安来ぶし道中（1963年）- 塩見寛
- 南太平洋波高し（1962年）- 結城
- 恋愛学校 ラブ・スクール（1962年、ニュー東映）- 木暮慎一
- 二・二六事件 脱出（1962年、ニュー東映）- 篠原上等兵
- 恋と太陽とギャング（1962年、ニュー東映）- 山内
- あの空の果てに星はまたゝく（1962年）- 堀本義夫
- 残酷な月（1962年）- 正木
- 山麓（1962年）- 速水信吉
- 八月十五日の動乱（1962年）- 大森医師
- ギャング対Gメン（1962年）- 梶修
- 王将（1962年）- 毛利
- 事件記者シリーズ - 主演・城野大助
  - 恐怖の魔女（1962年）
  - 殺人鬼の誘惑（1963年）
- こまどり姉妹シリーズ（1963年）
  - こまどりのりんごっ子姉妹 - 梅さん
  - こまどり姉妹 未練ごころ - 富沢健一
- 暴力街（1963年）- 市ノ木一夫
- 特別機動捜査隊シリーズ（1963年）- 主演・小松刑事
  - 特別機動捜査隊
  - 特別機動捜査隊 東京駅に張り込め
- 柔道一代シリーズ - 主演・本郷四郎
  - 柔道一代（1963年）
  - 柔道一代 講道館の鬼（1964年）
- 八州遊侠伝 男の盃（1963年）- 佐太郎
- 浅草の侠客（1963年）- 葉山新介
- 海軍（1963年）- 主演・牟田口隆夫
- やくざの歌（1963年）- 主演・新田俊次
- ギャング忠臣蔵（1963年）- 矢頭七郎
- 白い熱球（1963年）- 主演・荻原要太
- わが恐喝の人生（1963年）- 主演・小沢伍郎
- 地獄命令（1964年）- 大松信一
- 東京アンタッチャブル 売春地下組織（1964年）- 原田芳夫
- 君たちがいて僕がいた（1964年）- 矢吹誠
- 竜虎一代（1964年）- 松橋新一
- あの雲に歌おう（1965年）- 戸野村淳
- 可愛いあの娘（1965年）- 森本
- おゝい、雲!（1965年）- 辰巳三郎
- にっぽん泥棒物語（1965年）- 大木弁護士
- 逃亡（1965年）- 立石三郎
- やくざGメン 明治暗黒街（1965年）-主演・柴山徹
- 無頼漢仁義（1965年）- 陣内壮一
- 網走番外地シリーズ
  - 網走番外地 北海篇（1965年）- 葉山
  - 網走番外地 南国の対決（1966年）- 谷村
- 夜の牝犬（1966年）- 大月辰男
- 太陽に突っ走れ（1966年）- 主演・進藤孝
- 子守唄シリーズ - 主演・遠藤文吾
  - 浪曲子守唄（1966年）
  - 続 浪曲子守唄（1967年）
  - 出世子守唄（1967年）
- 黄金バット（1966年）- 主演・ヤマトネ博士
- 組織暴力（1967年）- 主演・高杉晋次
- あゝ同期の桜（1967年）- 主演・半沢少尉
- 北海遊侠伝（1967年）- 間修一
- ギャングの帝王（1967年）- 松本
- 河内遊侠伝（1967年）- 主演・杉本駒吉
- 人間魚雷 あゝ回天特別攻撃隊（1968年）- 滝口航海長
- 陸軍諜報33（1968年）- 主演・山本和夫
- あゝ予科練（1968年）- 児玉少尉
- 不良番長 猪の鹿お蝶（1969年）- 藤木光男
- 日本暗殺秘録（1969年）- 主演・小沼正 ※京都市民映画祭 主演男優賞、昭和44年度芸術祭参加作品。
- やくざ刑事シリーズ - 主演・隼田志郎
  - やくざ刑事（1970年）
  - やくざ刑事 マリファナ密売組織（1970年）
  - やくざ刑事 恐怖の毒ガス（1971年）
  - やくざ刑事 俺たちに墓はない（1971年）
- 最後の特攻隊（1970年）- 三島大尉
- 狼やくざシリーズ
  - 狼やくざ 殺しは俺がやる（1971年） - 主演・氷室剛介
  - 狼やくざ 葬いは俺が出す（1972年）- 主演・伊吹徹
- 麻薬売春Gメンシリーズ（1972年）
  - 麻薬売春Gメン - 主演・菊池靖男
  - 麻薬売春Gメン 恐怖の肉地獄 - 主演・菊地春夫
- 銀蝶流れ者 牝猫博奕（1972年）- 東隆次
- 仁義なき戦い 広島死闘篇（1973年）- 主演・大友勝利
- ボディガード牙シリーズ（1973年）- 主演・牙直人
  - ボディガード牙
  - ボディガード牙 必殺三角飛び
- 殺人拳シリーズ
  - 激突! 殺人拳（1974年）- 主演・剣琢磨
  - 殺人拳2（1974年）- 主演・剣琢磨
  - 逆襲! 殺人拳（1974年）- 主演・剣琢磨
  - 子連れ殺人拳（1976年）- 主演・坂田周平
- ルバング島の奇跡 陸軍中野学校（1974年）- 主演・菊地一郎
- 地獄拳シリーズ（1974年）- 主演・甲賀竜一
  - 直撃! 地獄拳
  - 直撃地獄拳 大逆転
- 女必殺拳（1974年）- 響征一
- 少林寺拳法（1975年）- 主演・宗道臣
- 若い貴族たち 13階段のマキ（1975年）- 日向健一
- ウルフガイ 燃えろ狼男（1975年）- 主演・犬神明
- 新幹線大爆破（1975年）- 青木運転士
- けんか空手シリーズ - 主演・大山倍達
  - けんか空手 極真拳（1975年）
  - けんか空手 極真無頼拳（1975年）
  - 空手バカ一代（1977年）
- 爆発! 暴走族（1975年）- 津上
- 新仁義なき戦い 組長の首（1975年）- バーテンダー ※カメオ出演[60]。
- 激突! 合気道（1975年）- 名取新兵衛
- 必殺女拳士（1976年）- 桧垣一真
- 横浜暗黒街 マシンガンの竜（1976年）- 小松啓市
- ラグビー野郎（1976年）- 大館力男
- 脱走遊戯（1976年）- 主演・神木渡
- 沖縄やくざ戦争（1976年）- 主演・国頭正剛 ※京都市民映画祭主演男優賞。
- やくざ戦争 日本の首領（1977年）- 迫田常吉
- 北陸代理戦争（1977年）- 金井八郎
- 日本の仁義（1977年）- 木暮勝次
- ドーベルマン刑事（1977年）- 主演・加納錠治
- トラック野郎 度胸一番星（1977年）- 新村譲次
- 瞳の中の訪問者（1977年、ホリ企画）- 酔っ払い ※カメオ出演。
- 柳生一族の陰謀（1978年）- 主演・柳生十兵衛三厳 ※第2回日本アカデミー賞優秀助演男優賞。
- 宇宙からのメッセージ（1978年、東映 / 東北新社）- ハンス王子
- 沖縄10年戦争（1978年）- 主演・伊波朝勇
- 赤穂城断絶（1978年）- 不破数右衛門
- 白昼の死角（1979年、東映 / 角川春樹事務所）- 太田洋助
- 闇の狩人（1979年、俳優座 / 松竹）- 下国左門
- 蘇える金狼（1979年、角川春樹事務所）- 桜井光彦
- 戦国自衛隊（1979年、角川春樹事務所）- 主演・伊庭義明三尉 兼 アクション監督
- 復活の日（1980年、角川春樹事務所 / TBS）- 山内博士
- 忍者武芸帖 百地三太夫（1980年）- 不知火将監 兼 アクション監督
- ちゃんばらグラフィティー 斬る!（1981年）
- 魔界転生（1981年、東映 / 角川春樹事務所）- 主演・柳生十兵衛光厳[注釈 20]
- 吼えろ鉄拳（1981年）- 太刀川俊介 兼 アクション監修
- 冒険者カミカゼ -ADVENTURER KAMIKAZE-（1981年）- 主演・神風大介
- 蒲田行進曲（1982年、角川春樹事務所 / 松竹）- 本人 ※友情出演。
- 伊賀忍法帖（1982年、角川春樹事務所 / 東映）- 柳生新左衛門 兼 アクションアドバイザー
- 伊賀野カバ丸（1983年）- 伊賀野才蔵 兼 企画
- 里見八犬伝（1983年、角川春樹事務所）- 犬山道節
- コータローまかりとおる!（1984年）- ムーア公国大佐 兼 企画
- 最後の博徒（1985年）- 加納良三
- キャバレー（1986年、角川春樹事務所）- 関東連合組長 ※ゲスト出演。
- 必殺4 恨みはらします（1987年、ABC / 松竹）- わらべや文七
- 将軍家光の乱心 激突（1989年）- 伊庭庄左衛門 兼 アクション監督 ※第39回ベルリン国際映画祭招待作品。
- 丹波哲郎の大霊界 死んだらどうなる（1989年、丹波企画 / 学習研究社）※特別出演。
- せんせい（1989年、トム・ソーヤ企画）- 牛山誠 兼 プロデューサー
- 極道戦争 武闘派（1991年）- 笠井高次
- いつかギラギラする日（1992年、NTV / バンダイ / 松竹）- 柴
- ちんちろまい（2000年、ソニー・ピクチャーズ エンタテインメント）- 黒田武士
- 実録・安藤昇侠道伝 烈火（2002年、東映ビデオ）- 阪東連合幹事長 土方泰典
- 伝説のやくざ ボンノシリーズ（東映ビデオ）- 山賀組 山倉組組長 山倉健一
  - 伝説のやくざ ボンノ 烈火の章（2002年）
  - 伝説のやくざ ボンノ 落日の章（2003年）※OV
- 悪名シリーズ（シネマパラダイス）- 黒島東洋蔵
  - 悪名 AKUMYOH（2001年）
  - 悪名2 〜荒ぶる喧嘩魂〜（2002年）※OV
- 新 影の軍団シリーズ（シネマパラダイス）- 主演・初代服部半蔵
  - 新 影の軍団（2003年）- 兼 企画
  - 新 影の軍団II（2003年）- 兼 企画 ※OV
  - 新 影の軍団III 地雷火（2003年）- 兼 製作総指揮
  - 新 影の軍団IV 地雷火（2003年）- 兼 製作総指揮 ※OV
  - 新 影の軍団V（2005年）
  - 新 影の軍団 最終章（2005年）
- バトル・ロワイアルII 鎮魂歌（2003年、東映 / EX）- 三村真樹雄
- 銭道シリーズ（シネマパラダイス）- 神開浩次郎
  - 銭道（2004年）
  - 銭道2 借金地獄抜け道指南（2004年）
  - 銭道3 なにわ金融指南（2004年）
  - 銭道4 男と女の金融講座（2004年）※OV
  - 銭道5 無限連鎖講（2004年）※OV
  - 銭道6（2005年）
- SURVIVE STYLE5+（2004年、東北新社）- 主演・薬品会社社長 風間
- 猿飛佐助 闇の軍団シリーズ（2005年）- 柳生十兵衛三厳
  - 猿飛佐助 闇の軍団3 風の巻
  - 猿飛佐助 闇の軍団4 火の巻 完結篇
- THE WINDS OF GOD -KAMIKAZE-（2006年、松竹）- 太田信忠 飛行隊長
- マスター・オブ・サンダー 決戦!! 封魔龍虎伝（2006年、日活）- 源流和尚
- 親父（2007年、チェイスフィルムエンタテインメント）- 主演・沼田竜道 兼 監督
- 修羅の花道シリーズ（2012年、コンセプトフィルム）- 須玉誉士夫 ※特別出演。
  - 修羅の花道
  - 修羅の花道 2 ※OV
- 日本統一シリーズ（2013年、オールインエンタテインメント）- 初代侠和会会長 権田誠蔵（初代権田組組長）
  - 日本統一
  - 日本統一 2 ※OV
- ニンジャセオリー（2014年、ワッヘンフィルムスタジオ）- 忍者マスター ※特別出演。
- 修羅の伝承 荒ぶる凶犬（2014年、アスプロスドラーゴ）- 主演・秋山秀平
- 歌舞伎町はいすくーる（2014年、コンセプトフィルム / NKTエンターテイメント）- 八海山理事長 ※特別出演。
- エイプリルフールズ（2015年、CX / 共同テレビジョン）- 強面暴力団幹部
- 騒音（2015年、浅井企画 / スタジオブルー）- 特別指導教官
- 極道天下布武シリーズ（2017年、オールインエンタテインメント）- 安芸 毛利屋一家総長 毛利屋元就
  - 極道天下布武 第一幕
  - 極道天下布武 第二幕
  - 極道天下布武 第四幕
- 写真甲子園 0.5秒の夏（2017年、シネボイス）- 椅子工房の職人

#### 海外
※太字は主演やスタッフ兼務作品で、日本との合作映画も含む。

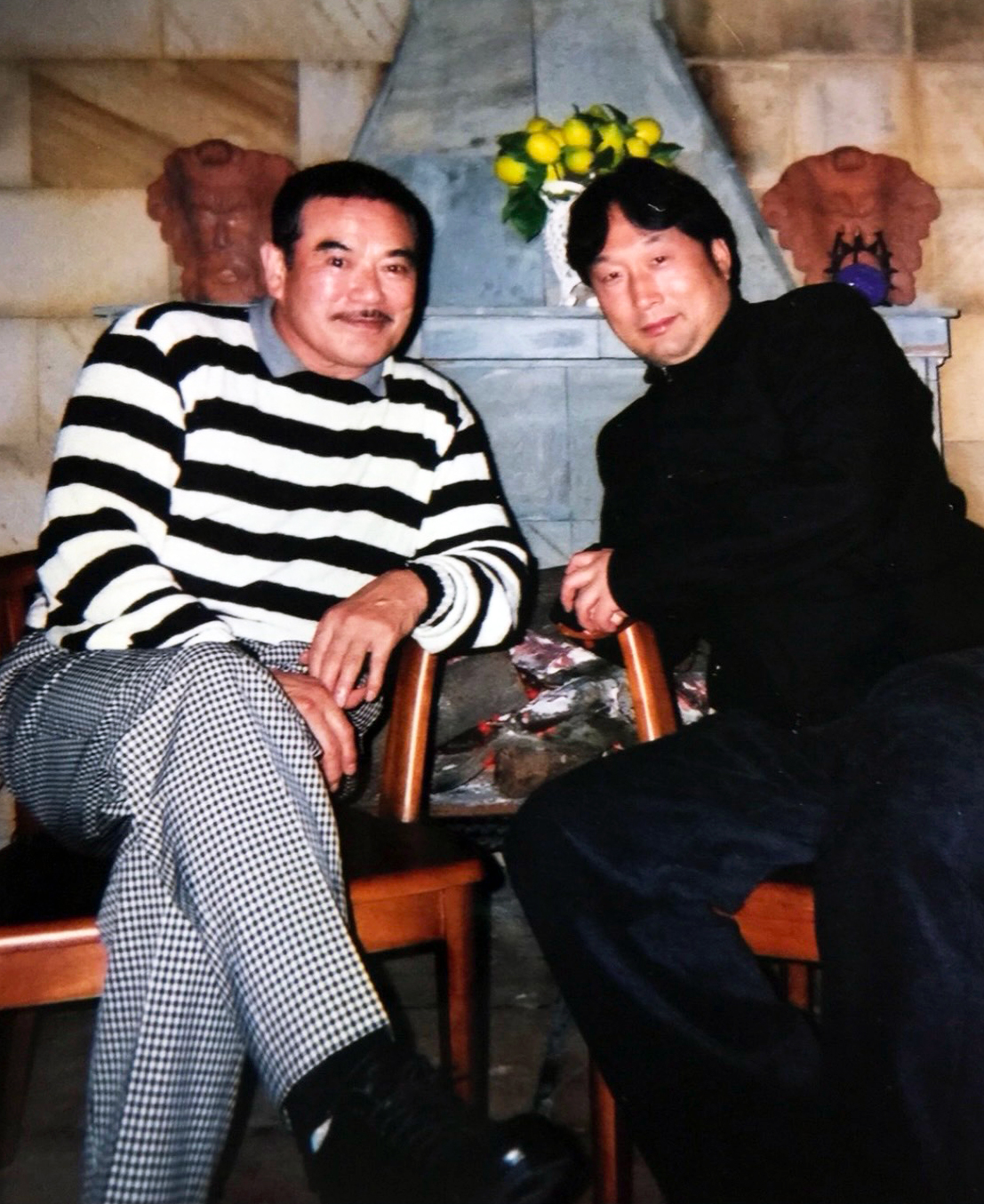
2003年、『爆裂都市 / Explosive City』の撮影にて。右は松下順一。

- カミカゼ野郎 真昼の決斗（1966年、日台合作）- 主演・御手洗健
- 海底大戦争（1966年、日米合作）- 主演・安部
- 東京-ソウル-バンコック 実録麻薬地帯（1973年、日香泰韓合作）- 主演・和田達也
- 激殺! 邪道拳（1977年、日香泰合作）- 主演・無音笛 兼 企画
- ゴルゴ13 九竜の首（1977年、日香合作）- 主演・ゴルゴ13（デューク東郷）
- 武士道ブレード（1981年、英米合作）- 主演・井戸守
- HAKEN 覇拳 ふりむけば修羅（1992年、日香合作）- 高阪正 兼 監督
- エイセス / 大空の誓い（1992年、米）- スエオ・ホリコシ大佐
- 地雷原 A mine field.（1992年、日泰合作）- 主演・高木弘道 兼 原案
- リゾート・トゥ・キル（1994年、米墨合作）- 主演・Jiro 'J.J.' Jintani
- ザ・サイレンサー MAGNUM357（1994年、日米合作）- 主演・マコト
- 風雲 ストームライダーズ（1998年、香港）- 主演・雄覇 ※第18回香港電影金像奨 優秀主演男優賞。
- 小李飛刀之飛刀外傳 The Legend Of The Flying Swordsman（2000年、香港）- 李元覇
- 狼たちの伝説 亜州黒社会戦争（中国語版）（2000年、香港）- 草刈一雄
- キル・ビル（2003年、米）- 100代目服部半蔵 兼 剣術指導 ※第30回サターン賞 助演男優賞。
- 爆裂都市 / Explosive City（英語版）（2004年、香港）- Otosan
- ワイルド・スピードX3 TOKYO DRIFT（2006年、米）- カマタ組長
- SUSHI GIRL（2012年、米）- 寿司職人
- テイク・ア・チャンス〜アメリカの内弟子〜（2015年、米）- 宮本武蔵
- シェイクスピア・イン・トーキョー（2018年、豪）- 書家

### テレビ番組

#### テレビ映画
※太字は主演やスタッフ兼務作品。
- 新 七色仮面（1960年、毎日放送）- 主演・二代目七色仮面 / 蘭光太郎
- アラーの使者（1960年、NET）- 主演・鳴海五郎 / アラーの使者
- 鉄道公安36号（1964年、NET）- 主演・早川公安官
  - 第53話「シグナルは赤だ」
  - 第72話「終電車」
  - 第78話「影ある牙」
  - 第79話「消えた荷箱」
- 特別機動捜査隊 第207話「続・大都会」（1965年、NET）- 本人役
- くらやみ五段（1965年 - 1966年、NET）- 主演・倉見達也
- キイハンター（1968年 - 1973年、TBS）- 主演・風間洋介
- 特命捜査室 第9話「デートは殺しのタイム」（1969年8月28日、フジテレビ）
- 柔道一直線 (TBS) - 鷲尾
  - 第41話「荒鷲よはばたけ! -高校とはなにか-」（1970年4月5日）
  - 第45話「火の鳥よ翼を燃やせ -師とはなにか-」（1970年5月3日）
  - 第68話「鬼車と講道館 -自信とはなにか-」（1970年10月18日）
- 刑事くん (TBS) - 矢吹刑事 
  - 第一部第31話「きらめく星は我が胸に」（1972年4月3日）
  - 第二部第1話「ぼくたちの春」（1973年4月16日）
  - 第二部第38話「輝かしき道へ」（1974年1月7日）
- ロボット刑事 (フジテレビ) - 新條敬太郎
  - 第1話「バドーの殺人セールスマン」（1973年4月5日）
  - 第2話「目撃者はゼロ」（1973年4月12日）
- サスペンスシリーズ / 現代鬼婆考 殺愛（1973年9月28日、毎日放送）- 主演・大庭しげ / 大庭しげ男
- ザ・ボディガード（1974年、NET）- 主演・鷲見秀介
- ザ★ゴリラ7（1975年、NET）- 主演・風見大介
- 燃える捜査網（1975年 - 1976年、NET）- 主演・大神史郎
- 大非常線（1976年、NET）- 主演・五代正弘
- 柳生一族の陰謀（1978年 - 1979年、関西テレビ）- 主演・柳生十兵衛三厳
- 影の軍団シリーズ (関西テレビ)
  - 服部半蔵 影の軍団（1980年）- 主演・三代目服部半蔵
  - 影の軍団II（1981年 - 1982年）- 主演・柘植新八
  - 影の軍団III（1982年）- 主演・多羅尾半蔵
  - 影の軍団IV（1985年）- 主演・十五代目服部半蔵
  - 影の軍団 幕末編（1985年）- 主演・十五代目服部半蔵
- 木曜ゴールデンドラマスペシャル / 東京大地震マグニチュード8.1（1980年4月17日、よみうりテレビ）- 主演・小林
- 柳生あばれ旅シリーズ (テレビ朝日) - 主演・柳生十兵衛三厳
  - 柳生あばれ旅（1980年 - 1981年）
  - 柳生十兵衛あばれ旅（1982年 - 1983年）
- 警視庁殺人課 第1話「復讐のバラード」（1981年4月13日、テレビ朝日）-
- 宇宙刑事ギャバン (テレビ朝日) - ボイサー ※特別出演。
  - 第1話「東京地底の怪要塞」（1982年3月5日）※写真のみでノンクレジット。
  - 第11話「父は生きているのか？謎のSOS信号」（1982年6月4日）※写真のみでノンクレジット。
  - 第19話「午前6時蒸着！Zビームチャージ完了」（1982年7月30日）※写真のみでノンクレジット。
  - 第42話「烈よ急げ! 父よ」（1983年2月11日）※ノンクレジット。
  - 第43話「再会」（1983年2月18日）
  - 第44話「ドンホラーの首」（1983年2月25日）※ノンクレジット。
- 宇宙刑事シャリバン 第15話「海鳴りの仕掛島」（1983年6月10日、テレビ朝日）- ボイサー ※ノンクレジット。
- 水曜ロードショー特別企画 / 素晴らしきサーカス野郎（1984年1月4日、日本テレビ）- 主演・前島大学 兼 企画
- TBS大型時代劇スペシャル (TBS)
  - 太閤記（1987年）- 明智光秀
  - 徳川家康（1988年）- 石川数正
  - 織田信長（1989年）- 織田信秀
  - 源義経（1990年）- 禅林坊覚日
  - 武田信玄（1991年）- 武田信虎
- 新春時代劇スペシャル (テレビ朝日)
  - 家光と彦左と一心太助 天下の一大事（1989年）- 柳生十兵衛三厳
  - 新吾十番勝負（1990年）- 梅井多門
  - 戦国乱世の暴れん坊 斎藤道三 怒涛の天下取り（1991年）- 明智光綱
- 時代劇スペシャル / 十七人の忍者（1990年10月10日、フジテレビ）- 主演・伊賀三ノ組 組頭 甚伍左 兼 監督補
- 徳川無頼帳（1992年、テレビ東京）- 主演・廓幻之介（松平忠輝） 兼 監修
- 森蘭丸〜戦国を駆け抜けた若獅子〜（1993年8月10日、テレビ東京）- 森三左衛門可成

#### 国内ドラマ
- ドキュメンタリードラマ / 指名手配 第38回「悪魔の火」（1960年7月6日、NET）- 主演
- 浅草の灯（1963年、NET）
- 東芝日曜劇場 (TBS)
  - 栄光の旗 前編（1965年4月4日）- 山中中尉
  - 足で見る山（1990年9月9日）- 主演・倉橋
- 黄色い風土（1965年 - 1966年、NET）
- ナショナルゴールデン劇場 / 七色とんがらし（1976年、NET）- 主演・鮫島鉄男
- 新伍とんでけ捕物帳（1977年、TBS）
- 土曜ドラマ 鎌田敏夫シリーズ / 十字路（1978年、NHK総合）- 主演・木原潤三
- 土曜ワイド劇場（テレビ朝日）
  - 想い出の海辺 パパ、ぼく死にたくない!!（1978年9月9日）- 主演
  - 旅行けば連続殺人（1988年7月16日）- 南条哲也
  - OL潜入! ニッポン風俗名所（1989年6月17日、朝日放送）- 主演・岩田
- ドラマ ネットワーク 第3弾 / 雪山讃歌・ある青春 〜 立てた! 滑れた!（1978年10月28日、フジテレビ）-
- 南十字星 コルネリアお雪異聞 わたしの山田長政（1978年、朝日放送）- 宮本武蔵 ※特別出演。
- 金曜ドラマ / 深夜にようこそ（1986年、TBS）- 主演・村田耕三
- 金曜女のドラマスペシャル / 雪の朝に（1987年5月1日、フジテレビ）- 坂本医師
- 旅少女（1987年、NHK総合 ） - 石川猛志
- SAISON SPECIAL / 秋のシナリオ（1987年11月6日、日本テレビ）- 辰巳プロデューサー
- シリーズ街 / 夢に見た日々（1989年、テレビ朝日）- 主演・関本慎作
- 土曜グランド劇場 / 聖龍伝説（1996年、日本テレビ）- 冴木勇次
- 金曜時代劇（NHK総合）
  - 寺子屋ゆめ指南（1997年）- 泉水又十郎
  - 柳生十兵衛七番勝負 第5話「邪の剣光の剣」（2005年）- 宮本武蔵
- できちゃった結婚（2001年、フジテレビ）- 小谷一徹
- アストロ球団（2005年、テレビ朝日）- J. シュウロ
- 大河ドラマ / 風林火山（2007年、NHK総合）- 板垣信方
- 木曜ミステリーシアター / 秘密諜報員 エリカ #13 最終話（2011年12月29日、読売テレビ）- 聖フランシスコ教会の牧師 ※友情出演。
- プレミアムよるドラマ / おわこんTV（2014年、NHK BSP）- 主演・荒巻源次郎 ※文化庁芸術祭参加作品[149]。

#### 海外ドラマ
- 風雲（中国語版）（2002年、台湾）- 主演・雄覇
- 風雲争霸（中国語版）（2004年、中国）- 東方青木 / 東方白石

#### ドキュメンタリー
- 千葉真一 4,000メートルのマンモスマウンテンを滑る（1974年5月6日、東京12ch）
- アクションスターはこうして作る!! -汗と涙の特訓合宿-（1985年、日本テレビ）
- なんだ、こいつら。JACスーパーアクション in 激突（1989年、東映ビデオ）
- Japanorama「伝説〔Legends〕」（2007年4月9日、BBC）

#### 情報
紀行・旅番組
- いい旅・夢気分（テレビ東京）※各年の夏に家族で出演。
  - 2005年 - 五島列島の旅
  - 2006年 - 知床半島の旅
  - 2007年 - 高知・四万十川の旅
  - 2008年 - 長崎・対馬の旅

情報・ワイド番組
- リビング2 千葉真一のハッスル料理（1977年5月3日、フジテレビ）
- やじうまテレビ! 千葉真一の金曜ハンター（2013年、テレビ朝日）- コメンテーター ※毎週金曜日レギュラー。

ニュース・教養番組
- 本格報道 INsideOUT「銀幕にかける情熱 夢・ロマン そて挑戦」（2013年3月20日、BS11）
- 謎解き! 江戸のススメ「柳生一族」〜知られざる真実〜（2013年9月2日、BS-TBS）

### 演劇
※太字は主演やスタッフ兼務作品。
- 柳生十兵衛 魔界転生（1981年7月3日 - 7月28日、新宿コマ劇場）- 主演・柳生十兵衛光厳[注釈 20] ※第1回JACミュージカルの『スタントマン物語』と同時上演。
- ゆかいな海賊大冒険 - 主演・ダイダロス船長 兼 演出
  - （1982年、新宿コマ劇場）※第2回JACミュージカル。
  - （1983年、梅田コマ劇場）※第3回JACミュージカル。
  - （1984年、新宿コマ劇場）※第4回JACミュージカル。
- 酔いどれ公爵（1985年、新宿コマ劇場）- 主演・ロベール公爵 兼 企画・原案・演出 ※第5回JACミュージカル。
- スタントマン 愛の物語（1986年4月3日 - 4月27日）- 主演 兼 企画監修 ※第6回JACミュージカル。新美正雄演出。『アドベンチャー 青春の出発』と同時上演。新宿コマ劇場開場30周年記念。
- 千葉真一奮闘公演 影の軍団（1987年、大阪府中座）- 主演・服部半蔵
- 風林火山 晴信燃ゆ（2008年4月5日 - 4月27日、日生劇場）- 板垣信方
- BIOHAZARD THE STAGE（2015年10月22日 - 11月1日、EX THEATER ROPPONGI）- エズラ・セネット

### OV
※海外で公開された作品、シリーズに映画とOV両方がある作品は#映画を参照。
- 悲しきヒットマン 蒼き狼（2001年、GPミュージアム）- 龍神会組長 三好
- 殺しの軍団シリーズ（シネマパラダイス）- 神羅組組長 神羅忠次郎
  - 殺しの軍団（2001年8月）
  - 殺しの軍団 関西制圧への道（2001年10月）
- 浪商のヤマモトじゃ! 喧嘩野球編（2003年、GPミュージアム）
- 実録・九州やくざ烈伝 兇健と呼ばれた男（2003年、シネマパラダイス）- 雄仁会初代会長 大賀磯治
- 新・日本の首領シリーズ（2004年、シネマパラダイス）- 二代目辰野会舎弟頭 高野松雄
  - 新・日本の首領
  - 新・日本の首領II 非情篇
  - 新・日本の首領III 激闘篇
- 実録九州やくざ抗争 誠への道シリーズ（GPミュージアム）- 初代雄仁会会長 大賀磯治 ※特別出演。
  - 実録・九州やくざ抗争 誠への道（2006年）
  - 実録・九州やくざ抗争 誠への道 完結編（2007年）
- 千年の松シリーズ（GPミュージアム）- 元関根組組長 関根
  - 千年の松（2009年2月）
  - 千年の松 完結篇（2009年4月）
- 極道の紋章 第十八章（2012年、オールインエンタテインメント）- 九州 白浜一家総長 城島誠太郎 ※特別出演
- 首領の道6, 7, 8, 9（2013年、オールインエンタテインメント）- 東和総業総長 高木レイホウ
- 関東極道連合会1, 2（2014年・2015年、オールインエンタテインメント）- 博徒集団国士会会長 守川
- 頂点 (てっぺん)1, 2, 3（2017年、オールインエンタテインメント）- 藤倉

### ライブ
- 千葉真一ショー（1967年 - 1969年）- ザ・サタンズと共に歌謡ショーを地方公演
- 春を呼ぶフェスティバル（1971年1月30・31日、梅田コマ・スタジアム）

### 声優
レコード
- 風見大介の危機（1975年、テイチクレコード）

ラジオドラマ
- セイ!ヤングスペシャル 宇宙からのメッセージ（1978年4月19日、文化放送）- ハンス王子

語り手
- 少林寺 - ナレーション ※日本で2005年8月3日に発売されたアルティメット・エディションDVD
- BS時代劇 / 猿飛三世（2012年、NHK BSP）- 初代猿飛佐助

### 肖像
小説
- 過去のない男・胡蝶幻太郎探偵シリーズ（1971年4月号 - 1972年3月号、学研）- 胡蝶幻太郎 ※『中一コース』に連載されたミステリ。

レコードジャケット
- ザ・ゴリラ7のテーマ（1975年、テイチクレコード）
- 空手道（1975年、ワーナー・パイオニア）
- 光と影のバラード（1981年、SMS Records）

### CM
- トヨタ自動車 - トヨタ・カリーナ（1970年 - 1988年）※初代から4代目まで[416]。
- 日本盛 - 清酒 日本盛（1970年 - 1971年）
- オリエント時計 - 液晶クオーツ（1976年 - 1978年）
- ハウス食品 - ジャワカレー（1976年 - 1985年） ※野際陽子と共演。
- 合同酒精 - ワリッカ（1979年 - 1984年）
- PHILIPS - フィリシェーブ（1981年 - 1982年[417]）
- 洋服の青山（1982年 - 1986年）
- ニコちゃん食品 - いももちおふくろさん（1985年）※野際と共演。北海道のみ。
- がまかつ - 釣竿がま鮎マークII（1985年）
- 原ヘルス工業 - バブルスター（1989年 - 1990年）※梅宮辰夫・松方弘樹・北大路欣也・山城新伍と共演。
- JTB - エース「夫婦いい旅」（1991年）※野際と共演。
- サントリー - ビア吟生（1991年 - 1992年）
- 登別伊達時代村（1992年）※北海道のみ。
- 関西デジタルホン - しゃべるならデジタルホン（1995年 - 1997年）※クエンティン・タランティーノと共演。関西のみ。
  - しゃべりすぎの男 税関篇
  - しゃべりすぎの男 喫茶店篇
  - しゃべりすぎの男 銭湯篇
- 千葉県選挙管理委員会 - 千葉県知事選挙「千葉県にあなたの真剣な一票を」（2001年）
- キリンビバレッジ - 超力水（2002年）
- サントリー - なっちゃんスムージー（2004年）
  - ノドボトケさん・とても新しい感覚だ 証言篇
  - ノドボトケさん・スムージィー 証言篇
  - ノドボトケさん・発音がなってないな 証言篇
  - ノドボトケさん・おじさん頭が悪いから 証言篇
- ニューギン -  CR新 影の軍団「忍者隊」（2006年）
- フィールズ - CR七人の侍「雨の中の戦い」（2008年）
- ニューギン - CR柳生一族の陰謀（2011年）
- 百年の活力 - 砂漠人参カンカ（2013年）
- エバーライフ - 鮫肝海王（2013年）
- 湯浅温泉 湯浅城（2013年）※和歌山県のみ。
- NTTドコモ - ドコモ光「何がはじまる？」篇（2015年 - ）※渡辺謙・安藤玉恵・佐藤江梨子・マキタスポーツと共演 兼 ナレーション。

## 監督・演出・監修
※出演兼務の作品は#出演を参照。
映画
- 燃える勇者（1981年、東映）- アクション監修
- リメインズ 美しき勇者たち（1990年、松竹 / サニー千葉エンタープライズ / JTB / 京都映画）- 監督 兼 製作

演劇
- スタントマン物語（1981年7月3日 - 7月28日、新宿コマ劇場、第1回JACミュージカル）- 演出 ※深作欣二監修、『柳生十兵衛 魔界転生』と同時上演。
- アドベンチャー 青春の出発（1986年4月3日 - 4月27日、第6回JACミュージカル）- 演出 兼 企画 ※『スタントマン 愛の物語』と同時上演、新宿コマ劇場開場30周年記念。

商品
- 斬（2011年）- 徳島産・芋焼酎の監修

## 楽曲
※太字は作曲兼務。声の出演は#声優を、写真のみの出演は#肖像を、それぞれ参照。
シングル
- 男一匹生きるなら（1963年、歌謡コダマ）
- ともしび（1963年、特選歌謡コダマ）
- 本当だぜ 君（1963年、特選歌謡コダマ）
- 東横線で帰ろうよ[注釈 21]（1963年、歌謡コダマ）
- くらやみ五段（1965年、コダマプレス）
- くらやみなげのうた[注釈 22]（1965年、コダマプレス）※楽曲「くらやみ五段」のB面。
- 瞼のうた（1965年、コダマプレス）
- 素敵なカミカゼ野郎（1966年、クラウンレコード）
- 恋のアドベンチャー（1966年、クラウンレコード）※楽曲「素敵なカミカゼ野郎」のB面。
- 太陽も笑っている（1966年、ミノルフォン）
- 妻に捧げる歌（1966年、ミノルフォン）
- 握手をしよう[注釈 23][注釈 24]（1968年、キングレコード）
- 母のひざはゆりかご[注釈 23][注釈 25]（1968年、キングレコード）※楽曲「握手をしよう」のB面。
- 男の子守唄（1968年、キングレコード）
- 女の片えくぼ（1968年、キングレコード）
- 一匹狼（1970年、キングレコード）
- 白いワゴン（1970年、キングレコード）
- 俺たちに墓はないから[注釈 26]（1970年、キングレコード）※『やくざ刑事 俺たちに墓はない』の主題歌。
- 夕日に立つ乙女[注釈 27]（1970年、キングレコード）※楽曲「俺たちに墓はないから」のB面。
- 野良犬のブルース（1971年、キングレコード）
- 白い月の浜辺（1971年、キングレコード）
- 葬いは俺が出す[注釈 28]（1972年、キングレコード）※『狼やくざ 葬いは俺が出す』の主題歌。
- 母を亡くした禿鷹よ[注釈 29]（1972年、キングレコード）※楽曲「葬いは俺が出す」のB面。
- 流れ唄（1973年、キングレコード）
- 街角のエトランゼ（1973年、キングレコード）
- 旅人ひとり（1975年、テイチクレコード）
- 限りなき愛 〜千葉真一のラブテーマ〜（1976年、テイチクレコード）
- 小さな旅立ち（1976年、テイチクレコード）
- 曠野（1985年、VAP）
- 影（1985年、VAP）
- 粋な関係（2020年、日本コロムビア）※楽曲「ごめんね大丈夫」のB面、清水節子とのデュエット。

アルバム（オムニバス含む）
- 東京紳士（1963年、別冊歌謡コダマ）※『歌う東映スター』の1曲目に収録[418]。
- アクションスターNo.1 - 千葉真一の魅力（1971年、キングレコード）

作詞
- 光への叫び（1981年）※ミュージカル『スタントマン物語』の主題歌。
- 誓い（JACのテーマ）（1983年）※時代劇『影の軍団III』の主題歌。

エグゼクティブ・プロデューサー
- 青春ワンウェイ（1983年）※高木淳也のアルバム。

## 著書
- 千葉真一『千葉ちゃんのスポーツ特訓』（初版）KOUSAIDO BOOKS、1977年5月25日。ASIN B000J8VCIM。 NCID BA71724274。
- 千葉真一『千葉真一 改め 和千永倫道』（初版第1刷）山と渓谷社、2008年5月5日。ISBN 4635340228。 NCID BA86797533。OCLC 676579933。
- 千葉真一『千葉流 サムライへの道』（初版第1刷）ぶんか社、2010年9月20日。ISBN 4821142694。 NCID BB04246411。OCLC 662404923。
- 千葉真一『DVD BOOK 千葉真一のキッズアクション入門』（第1版第1刷）ベースボールマガジン社、2014年8月1日。ISBN 4583107390。 NCID BB16576311。OCLC 889958889。 ※監修
- 千葉真一『侍役者道 〜我が息子たちへ〜』米谷紳之介（第1刷）、双葉社、2021年12月25日。ISBN 4575316849。 NCID BC11691149。OCLC 1289471537。